# المملكة المصرية القديمة
المملكة المصرية القديمة (2686 ق.م - 2181 ق.م) تُعرف أيضًا باسم «عصر بناة الأهرامات» وهي أول وأقدم مملكة في التاريخ وتضم الأسرةُ المصرية الثالثة والأسرةُ المصرية الرابعة العظماءَ وبهما أتقن الملك سنفرو فن بناء الأهرامات وشيدت أهرامات الجيزة تحت حكم الملوك خوفو وخفرع ومنقرع. السجلاتُ التاريخية لهذه الفترة -الأسرة الرابعة والأسرة السادسة- نادرةٌ ويعتبر المؤرخون أن تاريخَ العصر «مكتوبٌ بالحجر» حرفيًا ومعماريٌّ إلى حد كبير من حيث أنَّه من خلال الآثار ونقوشها تمكن العلماء من بناء التاريخ. تنقل الأهرامات نفسها معلومات شحيحة عن بنائها، لكن المعابد الجنائزية التي شُيِّدت في الجوار والشواهد المصاحبة لها توفر أسماء الملوك ومعلومات أخرى مهمة. علاوة على ذلك، فإن النقوش الحجرية الموجودة في مكان آخر من ذلك الوقت تسجل أحداثًا مختلفة وتواريخ حدوثها. أخيرًا، يوفر قبر آخر ملوك الأسرة المصرية الخامسة، أوناس، نصوص الهرم الأولى (لوحات ونقوش متقنة داخل المقبرة) التي تلقي الضوء على المعتقدات الدينية في ذلك الوقت.
ومع ذلك، فإن الأهرامات هي أكثر ما اشتهرت به المملكة القديمة. كتب المؤرخ مارك فان دي ميروب كيف أن المملكة القديمة «ربما لا مثيل لها في تاريخ العالم من حيث مقدار البناء الذي قاموا به». تطلبت الأهرامات في الجيزة وأماكن أخرى خلال هذه الفترة كفاءة بيروقراطية غير مسبوقة لتنظيم القوى العاملة التي بنت الأهرامات، وكان من الممكن أن تعمل هذه البيروقراطية فقط في ظل حكومة مركزية قوية.
صاغ عالم المصريات الألماني كريستيان تشارلز جوسياس فون بنسن مفهوم «المملكة القديمة» كواحد من ثلاثة «عصور ذهبية»، وتعريفه سوف تتطور بشكل ملحوظ خلال القرنين التاسع عشر والعشرين. لم يكن فقط آخر ملوك عصر الأسرة المبكرة مرتبطًا بأول ملوك الدولة القديمة، بل كان أيضًا «العاصمة»، المقر الملكي، بقي في ممفيس. المبرر الأساسي للفصل بين الفترتين هو التغيير الثوري في العمارة المصحوب بالتأثيرات على المجتمع المصري واقتصاد مشاريع البناء الكبيرة.
يُنظر إلى المملكة القديمة في الغالب على أنها الفترة من الأسرة الثالثة إلى الأسرة السادسة. المعلومات من الأسرة الرابعة إلى السادسة في مصر شحيحة، ويعتبر المؤرخون أن تاريخ العصر حرفيًا «مكتوب بالحجر» ومعماري إلى حد كبير لأنه من خلال الآثار ونقوشها تمكن العلماء من بناء تاريخ. عالم المصريات تشمل أيضًا ممفيس الأسرات السابعة والثامنة في المملكة القديمة كاستمرار. للإدارة المركزية في ممفيس. في حين كانت المملكة القديمة فترة من الأمن الداخلي والازدهار، تلتها فترة من الانقسام والتدهور الثقافي النسبي التي أشار إليها علماء المصريات باسم الفترة الانتقالية الأولى. خلال عصر الدولة القديمة، أصبح ملك مصر الإله الحي الذي حكم بشكل مطلق ويمكن أن يطالب بخدمات وثروة رعاياه.
في عهد الملك زوسر، أول ملوك الأسرة الثالثة للمملكة القديمة، تم نقل العاصمة الملكية لمصر إلى ممفيس، حيث أنشأ زوسر بلاطه. بدأ عهد جديد من البناء في سقارة في عهده. يعود الفضل إلى المهندس المعماري للملك زوسر، إمحوتب، في تطوير البناء بالحجر ومع مفهوم الشكل المعماري الجديد، الهرم التدريجي. القديم ربما اشتهرت المملكة بالعدد الكبير من الأهرامات التي شيدت في هذا الوقت كأماكن دفن لملوك مصر.

## التاريخ

### صعود المملكة القديمة

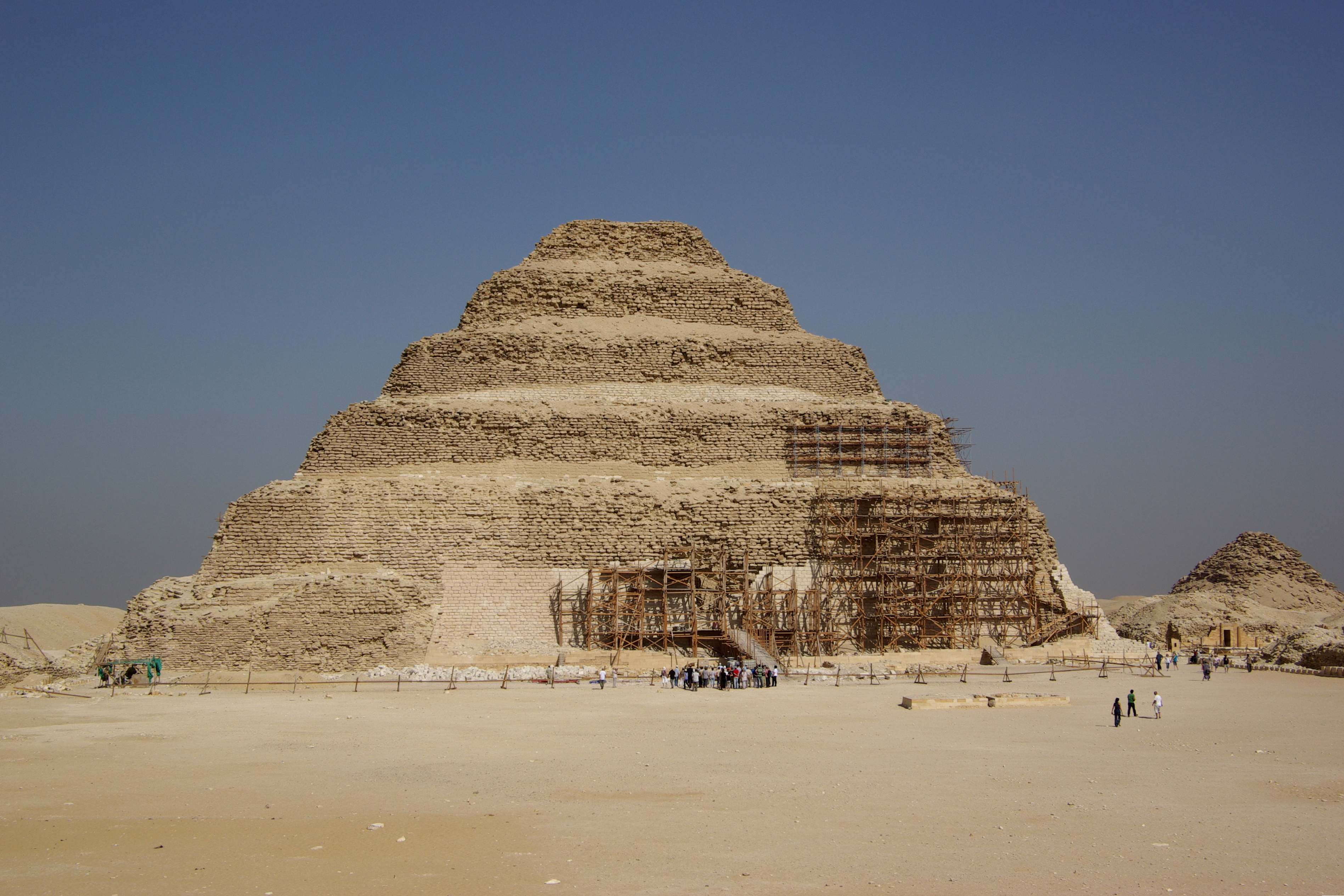
هرم زوسر في سقارة

بدأت الثالثة في مصر (2686-2613 قبل الميلاد) بالملك زوسر المشهور بالهرم المدرج في سقارة. على الرغم من وجود بعض المصادر التي تدعي أن ملكًا يُدعى سا ناختي أسس الأسرة الثالثة، إلا أن هذه الادعاءات يتم الطعن فيها بشكل روتيني لعدم وجود أدلة. التسلسل الزمني لمانيتون غامض فيما يتعلق بمن كان سا ناختي، عندما حكم في الأسرة الثالثة، وحتى اسمه. لا يُعرف اسم سا ناختي إلا من خلال قائمة ملوك أبيدوس، ورق البردي تورين، واثنين من النقوش البارزة الموجودة في المقبرة المعروفة باسم مصطبة K2 في بيت خلاف. كان يُعتقد أن هذا هو قبر سا ناختي ولكن هذا التعريف تم الطعن فيه ودحضه. لم يُعرف أي شيء عن عهد سا ناختي وقد يكون اسمه إشارة إلى ملك آخر. على الرغم من قلة التفاصيل المتاحة عن عهد زوسر، فمن المؤكد أنه كان ملكًا في بداية الأسرة الثالثة ومن الواضح أيضًا أنه تبع آخر ملوك الأسرة الثانية خع سخموي
الهرم الأول

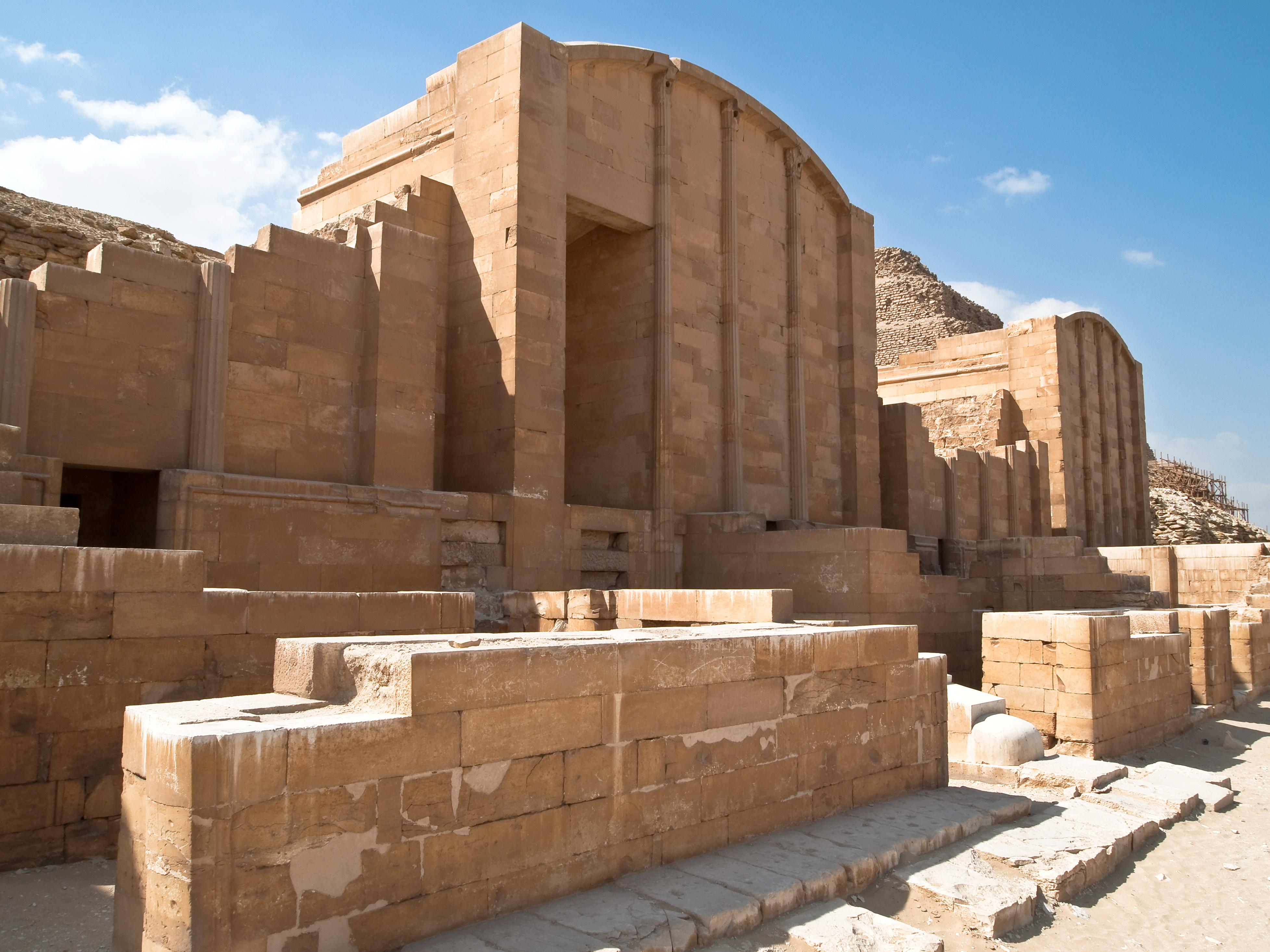
معبد زوسر في سقارة

على الرغم من أن هرم زوسر، الذي صممه المهندس المعماري والوزير إمحوتب، هو أول هرم مصر، إلا أنه أقرب في البناء إلى مقابر المصطبة في فترة الأسرات المبكرة من ما يسمى بـ «الأهرامات الحقيقية» من الأسرة الرابعة للمملكة القديمة. انتقل تطور بناء الهرم في الأسرة الثالثة من المصاطب إلى المصاطب المكدسة لأهرامات زوسر وسخم خت وخع با. أدت هذه الأهرامات في وقت لاحق إلى ظهور أهرامات الجيزة الضخمة، ولكن، كما لوحظ، تشترك مع المصطبة السابقة أكثر من الهياكل اللاحقة.
بدأ الهرم المدرج كمقبرة مصطبة بسيطة ذات سقف مسطح وجوانب مائلة، على غرار العديد من المقابر من السلالات السابقة. ومع ذلك، كان لدى المهندس المعماري إمحوتب مخطط أعظم في ذهنه لمنزل ملكه الأبدي. الهرم المدرج عبارة عن سلسلة من المصاطب المكدسة فوق بعضها البعض، كل مستوى أصغر قليلاً من المستوى الموجود تحته، لتشكيل شكل هرم. كانت المصاطب السابقة مبنية من الطوب الطيني، لكن الهرم المدرج كان مصنوعًا من كتل حجرية منحوتة عليها صور الأشجار (المقدسة لآلهة مصر) والقصب (ربما يرمز إلى حقل القصب، والحياة الآخرة المصرية). عند اكتماله، ارتفع الهرم المدرج 204 قدمًا (62 مترًا) وكان أطول مبنى في عصره. يضم مجمع الهرم معبدًاوالأفنية والأضرحة وأماكن المعيشة للكهنة تغطي مساحة 40 فدانًا (16 هكتارًا) ومحاطة بجدار يبلغ ارتفاعه 30 قدمًا (10.5 مترًا). تم حفر الغرف الفعلية للمقبرة أسفل القاعدة كمتاهة من الأنفاق مع غرف خارج الممرات لتثبيط اللصوص وحماية جسد ومقتنيات الملك. ومع ذلك، لم تنجح هذه الخطة، حيث تم سرقة القبر في العصور القديمة من جميع الأشياء الثمينة بما في ذلك جسد الملك؛ فقط قدمه وجدت في القبر.
.

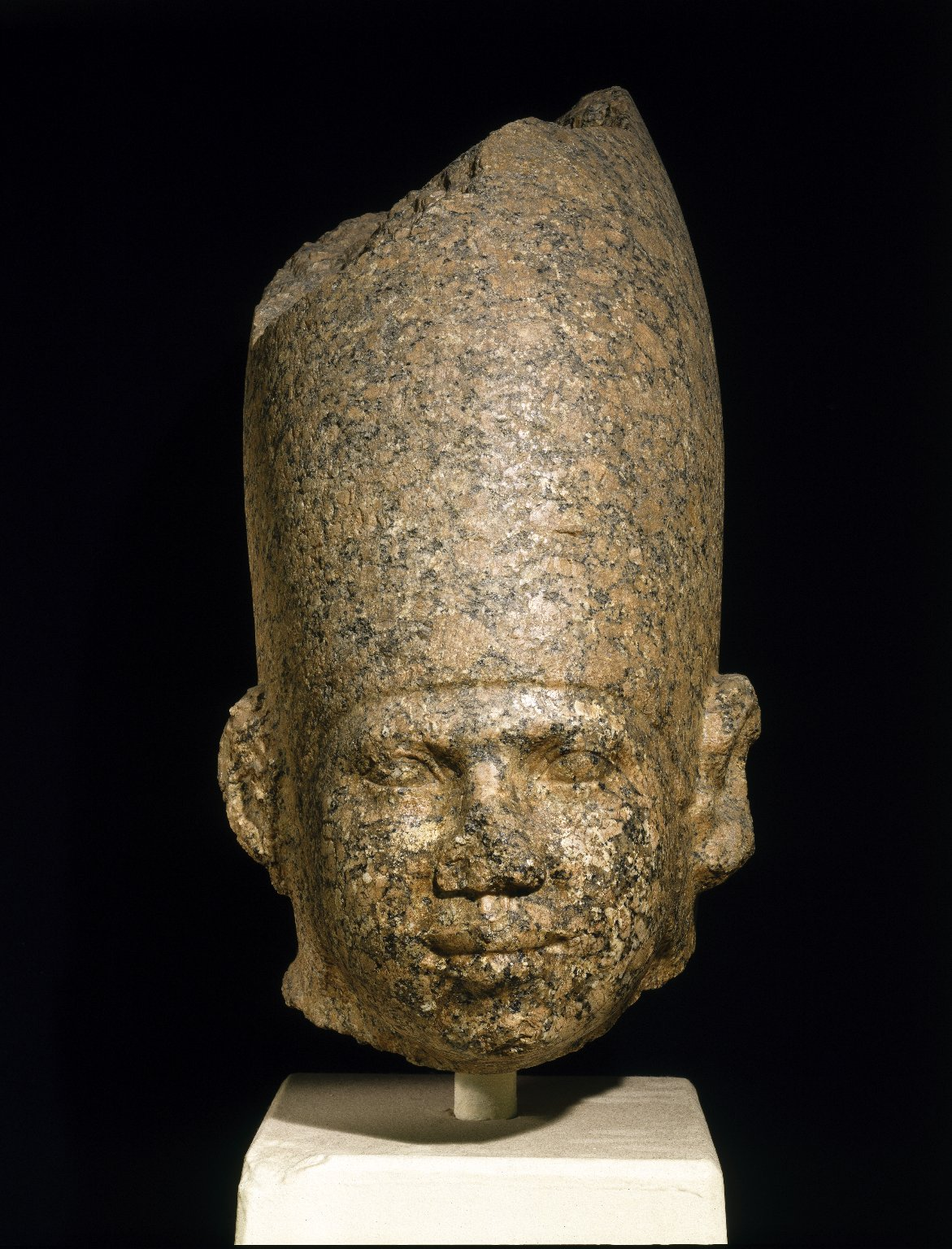
رأس ملك، ح. 2650-2600 قبل الميلاد متحف بروكلين. كانت أقدم تمثيلات الملوك المصريين على نطاق ضيق. من الأسرة الثالثة، صنعت تماثيل تظهر الحاكم بالحجم الطبيعي. هذا الرأس الذي يرتدي تاج صعيد مصر يفوق المقياس البشري

ومع ذلك، فإن تصميم وبناء الهرم المدرج يجسد براعة ورؤية بناة الأسرة الثالثة الذين قاموا لاحقًا برفع الهرم المدفون وهرم الطبقات بين العديد من المعالم والمعابد الأخرى. وضع هؤلاء الحالمون الأوائل أسس «الأهرامات الحقيقية» اللاحقة من الأسرة الرابعة التي أثارت اهتمام الناس وفتنهم على مر القرون منذ إنشائها. خلال الأسرة الثالثة، العمارة، التكنولوجيا، الدين، وخطت الفنون خطوة كبيرة إلى الأمام حيث خطط الناس وبنوا هذه المقابر والآثار العظيمة لحكامهم. تم تصميم الهرم لإيواء رفات الملك وتوفير منزل لروحه للتعرف عليه والقدرة على السفر إليه لزيارات الطائرة الأرضية؛ مهما كانت التسميات أو الاستخدامات الأخرى التي ينسبها الناس إلى الأهرامات على مر القرون منذ بنائها، كان هذا هو الغرض الأصلي منها. علاوة على ذلك، على الرغم من الادعاءات المتكررة بعكس ذلك، لم يتم بناء هذه الأعمال العظيمة ولا الأهرامات اللاحقة من قبل العبيد ولكن من قبل الحرفيين المصريين المهرة والعمال المأجورين. توضح الأدلة الأثرية أن أولئك الذين عملوا في الأهرامات والآثار الأخرى في جميع أنحاء مصر حصلوا على رواتبهم أو أدوا واجباتهم كخدمة للآلهة وملكهم.
يتطلب تصميم وبناء هرم زوسر المتدرج من البناة التفكير بمصطلحات أكبر من أسلافهم. في السابق، كانت المصطبة البسيطة بمثابة قبر ولكن الخطة الآن هي إنشاء سلسلة من المصاطب مكدسة فوق بعضها البعض للوصول إلى السماء، وتحيط بها مقبرة تكرم الموتى وتذهل الأحياء. من أجل تحقيق هذه الرؤية، تم التخلص من الطرق القديمة للبناء باستخدام الطوب والخشب بالطين لصالح الحجر، وسيؤثر هذا القرار الفردي على الفن والعمارة المصرية على مدار 2000 عام القادمة. علاوة على ذلك، تتطلب التكنولوجيا المطلوبة لتحريك الحجر وتشكيله ووضعه تفكيرًا مبتكرًا ومهارة في الأعمال الحجرية التي لم تكن ضرورية في الأوقات السابقة.
يبدو أن هذه التغييرات قد نتجت عن استقرار عهد زوسر وتطور المفاهيم الدينية في الروح التي شجعها هذا الاستقرار. كان يُعتقد أن روح المتوفى تتكون من تسعة أجزاء، أحدها، البا، كان على شكل طائر ويمكن أن ينزل مرة أخرى إلى الأرض أو يطير إلى السماء. هذا المفهوم، إلى جانب الاعتقاد الراسخ بالحياة بعد الموت، ألهم المصريين لبناء منازل كبيرة للملوك هم لإيواء الجسد المادي الكا وتمكين البا من النزول لزيارته إذا اختاروا ذلك. هرم زوسر، الأول من نوعه، يجسد هذا الاعتقاد ويقف كرمز لإلهام وابتكار إمحوتب وبناة الأسرة الثالثة في مصر.
خطط خليفة زوسر، سيخم خت، لمجمع هرم مدرج أكثر فخامة في سقارة، وبدأ الملك اللاحق، خع با، واحدًا في زاوية العريان، على بعد أميال قليلة جنوب الجيزة. مكان دفن آخر ملوك الأسرة حوني غير معروف. لقد قيل في كثير من الأحيان أنه بنى هرم ميدوم، ولكن ربما كان هذا من عمل خليفته، سنفرو.
تنعكس الإنجازات التنظيمية للأسرة الثالثة في نصبها الرئيسي، الذي يعزز السجل الأثري رسالته حول المركزية وتركيز القوة بالمعنى السلبي. خارج محيط ممفيس، ظلت منطقة أبيدوس مهمة، وتم بناء أربعة مقابر ضخمة، ربما لكبار المسؤولين، في موقع قريب من بيت خلاف؛ كانت هناك أهرامات صغيرة غير مطبقة في جميع أنحاء البلاد، قد يعود بعضها إلى الأسرة الرابعة. وبخلاف ذلك، فإن القليل من الأدلة يأتي من المقاطعات، التي يجب أن تتدفق الثروة منها إلى المركز، دون ترك أي نخبة محلية ثرية. بحلول الأسرة الثالثة، تم إنشاء الهيكل الجامد للمقاطعات أو المقاطعات المتأخرة، والتي شكلت أساس إدارة الدولة القديمة، وربما أدى فرض نمطها الموحد إلى إفقار المراكز المحلية. احتوت مقابر النخبة في سقارة على روائع فنية تتطلع إلى عصر الدولة القديمة

### ارتفاع المملكة القديمة

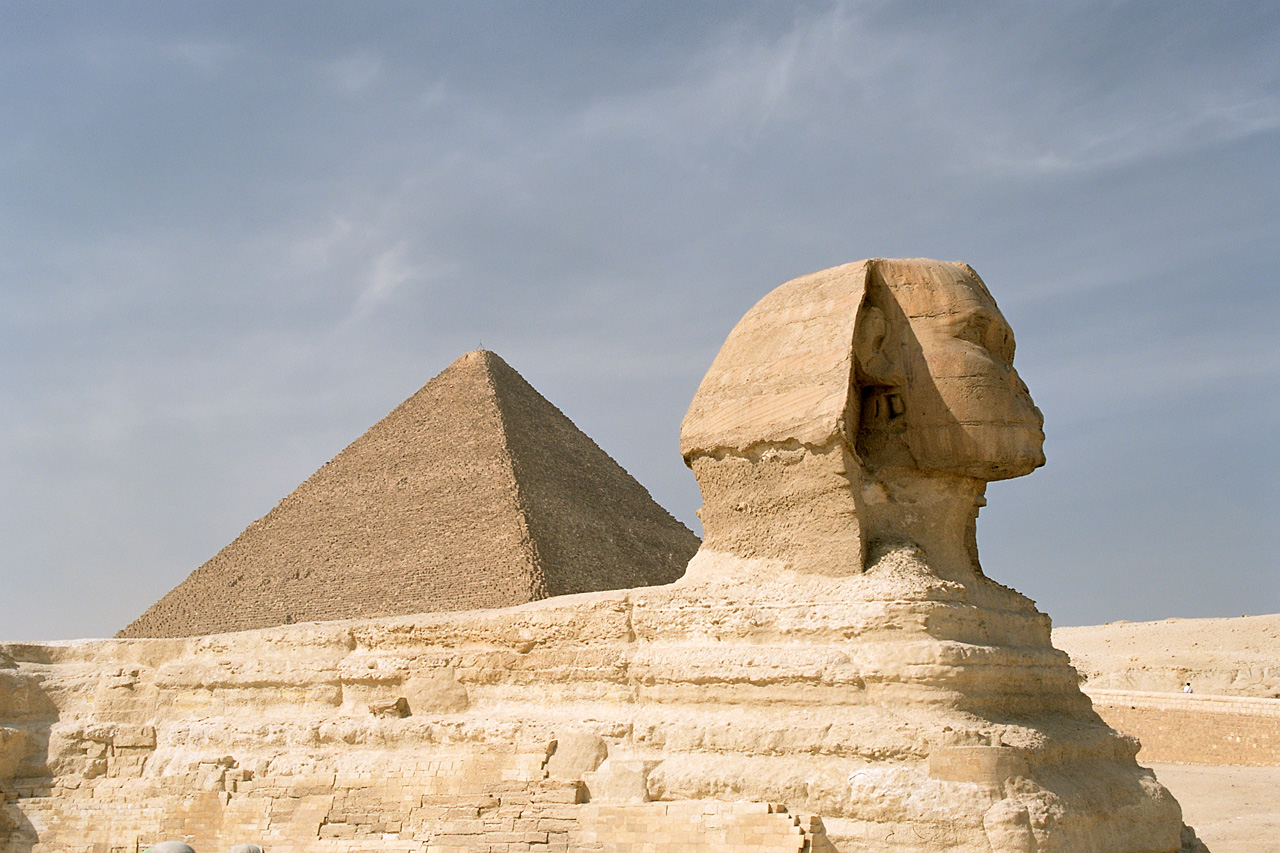
أبو الهول بالجيزة أمام الهرم الأكبر بالجيزة

كانت الأسرة الرابعة للمملكة القديمة فترة تقدم وحكومة مركزية قوية يمكنها أن تحظى بنوع من الاحترام اللازم لمشاريع البناء هذه. ومع ذلك، خلال الأسرة الخامسة والسادسة، بدأت قوة الكهنوت في النمو، في المقام الأول من خلال سيطرتهم على الممارسات الجنائزية ذاتها التي أدت إلى ظهور الأهرامات العظيمة، وتمكين المسؤولين المحليين في المناطق والملك الذي عانى. بدأت المملكة القديمة في الانهيار مع تولي المزيد والمزيد من الحكام المحليين المزيد من السلطة على مناطقهم، وأصبح يُنظر إلى الحكومة المركزية في ممفيس على نحو متزايد على أنها غير ذات صلة.
في نهاية الأسرة السادسة، لم تعد هناك حكومة مركزية ملحوظة ودخلت مصر فترة من الاضطرابات الاجتماعية والإصلاح المعروفة باسم الفترة الانتقالية الأولى (2181-2055 قبل الميلاد) والتي حكمت خلالها مصر إقليمياً من قبل قضاة محليين وفرضوا قوانينهم الخاصة. لم يكن صعود هؤلاء المسؤولين المحليين وقوة الكهنوت السبب الوحيد لانهيار المملكة القديمة، ومع ذلك، فقد تسبب الجفاف الشديد في نهاية الأسرة السادسة في حدوث مجاعة لم تستطع الحكومة فعل أي شيء للتخفيف منها. أشار العلماء أيضًا إلى فترة حكم بيبي الثاني الطويلة بشكل استثنائي من الأسرة السادسة كعامل مساهم لأنه عاش أكثر من خلفائه ولم يترك وريثًا للعرش.
لم يعد العديد من العلماء اليوم يرون نهاية المملكة القديمة على أنها انهيار بقدر ما هو انتقال إلى النموذج الجديد للفترة الانتقالية الأولى، عندما كان الحكام المحليون يحكمون مناطقهم مباشرة، وأصبح نوع الثروة الذي كان متاحًا في السابق للنبلاء فقط. أكثر انتشارا. لا يزال التصنيف طويل الأمد للانهيار السياسي والثقافي في نهاية الأسرة السادسة يعتبر قابلاً للتطبيق، ومع ذلك، فقد أدى فقدان الحكومة المركزية للسلطة والثروة مباشرة إلى الحكم الإقليمي للمقاطعات الرحل.
أول هرم حقيقي
كان يُعتقد منذ فترة طويلة أن آخر ملوك الأسرة الثالثة حوني بدأ مشاريع البناء الضخمة للمملكة القديمة في بناء الهرم في ميدوم، لكن الفضل في إنشاء هرم ميدوم يعود إلى الملك الأول من الأسرة الرابعة، سنفرو الذي ربما كان ابن حوني من قبل إحدى ملكاته الصغرى. كتبت عالمة المصريات باربرا واترسون، «بدأ سنفرو العصر الذهبي للمملكة القديمة، وأبرز إنجازاته هي الهرمان اللذان شُيدوا له في دهشور». بدأ سنفرو عمله بالهرم في ميدوم الذي يُشار إليه الآن باسم «الهرم المنهار» أو، محليًا، باسم «الهرم الزائف» بسبب شكله: فهو يشبه البرج أكثر من الهرم، ويستقر غلافه الخارجي حوله في كومة ضخمة من الحصى.
هرم ميدوم هو أول هرم حقيقي تم بناؤه في مصر ولكنه لم يدم. هذا بسبب إجراء تعديلات على التصميم الهرمي الأصلي لإيمحوتب، مما أدى إلى وضع الغلاف الخارجي على أساس رملي بدلاً من الصخور، مما تسبب في انهياره. ينقسم العلماء حول ما إذا كان الانهيار قد حدث أثناء البناء أو على مدى فترة زمنية أطول. يستشهد عالم المصريات ميروسلاف فيرنر بعمل عالم الآثار بورشاردت في الادعاء بأن الهرم قد تم بناؤه على مراحل، والتي كان أساسها الخارجي يرتكز بشكل متزايد على الرمال بينما تم بناء الأساس الداخلي بأمان على الصخر. عندما وصل العمال إلى المرحلة الثالثة من عملية البناء، الغلاف الخارجي، افتقر الهيكل إلى التماسك لأنه لم يكن له أساس ثابت. لا يزال آخرون، مثل المؤرخ مارك فان دي ميروب، يدعون أنه من المستحيل معرفة متى انهار الغلاف الخارجي.
تم العثور على معابد وهياكل أخرى غير مكتملة في ميدوم مما يشير إلى أن مجمع الهرم لم ينته أبدًا، وبالتالي يدافع عن انهيار مبكر للهرم، على الأرجح عندما كان لا يزال قيد الإنشاء. لكن سنفرو تعلم من خطئه وانتقل إلى هرميه التاليين في دهشور.
الملك سنفرو وأهراماته
تعرف أهرامات سنفرو في دهشور باسم الهرم المنحني والهرم الأحمر (أو الهرم الشمالي). يُطلق على الهرم المنحني هذا الاسم لأنه يرتفع بزاوية 55 درجة ثم يتحول إلى 43 درجة من الأحجار الأصغر مما يمنحه مظهر الانحناء نحو الأعلى. أكمل العمال الأساس والجوانب قبل أن يدركوا أن الزاوية البالغة 55 درجة كانت شديدة الانحدار وقاموا بتعديل خطتهم لإنهاء المشروع بأفضل ما يمكنهم. يبدو أن سنفرو قد فهم المشكلة وانتقل لبناء هرمه الثالث.
يبدو أن سنفرو كان حاكماً يسهل الوصول إليه ولم يردعه الفشل أو خيبة الأمل. عندما لم يلبِ الهرم المنحني توقعاته، بدأ ببساطة في محاولة ثالثة. تم بناء الهرم الأحمر (سمي كذلك بسبب استخدام الحجر الجيري المحمر في البناء) على قاعدة صلبة لمزيد من الثبات، حيث يرتفع بزاوية 43 درجة. يبلغ ارتفاع الهرم الأحمر 344 قدمًا (105 مترًا)، وكان أول هرم حقيقي ناجح تم بناؤه في مصر. في الأصل كانت مغطاة بالحجر الجيري الأبيض، كما كانت الأهرامات اللاحقة الأخرى أيضًا، والتي سقطت على مر القرون وحصدها السكان المحليون لمشاريع بناء مشاريع أخرى.
أنشأ الملك سنفرو، من خلال بعثاته العسكرية واستخدامه الحكيم للموارد، حكومة مركزية قوية في ممفيس أنتجت نوعًا من الاستقرار اللازم لمشاريعه الإنشائية الضخمة. اقتداء بمثال مجمع زوسر في سقارة، كان لدى سنفرو معابد جنائزية ومباني أخرى شيدت حول أهراماته مع الكهنة الذين يعتنون بالعمليات اليومية بمجرد اكتمال الهرم الأحمر أخيرًا. كل هذا يدعو إلى استقرار المجتمع في ظل حكمه الذي تركه لابنه خوفو عند وفاته.
خوفو والهرم الأكبر
أقيم مجمع هرم خوفو في الجزء الشمالي الشرقي من هضبة الجيزة. من المحتمل أن عدم وجود مساحة للبناء، وعدم وجود محاجر الحجر الجيري المحلية والأرض غير الواضحة في دهشور، أجبر خوفو على التحرك شمالًا، بعيدًا عن هرم سلفه سنفرو. اختار خوفو الطرف العلوي من الهضبة الطبيعية حتى يكون هرمه المستقبلي مرئيًا على نطاق واسع. قرر خوفو تسمية هرمه «أخيت خوفو» (بمعنى «أفق خوفو»).
الهرم الأكبر لديه قياس قاعدة 750 × 750 قدمًا (≙ 230.4 × 230.4 مترًا) واليوم يبلغ ارتفاعها 455.2 قدمًا (138.7 مترًا). بمجرد أن كان ارتفاعه 481 قدمًا (147 مترًا)، فقد تم فقد الهرم وغلاف الحجر الجيري تمامًا بسبب السطو على الحجر. يسمح عدم وجود الغلاف برؤية كاملة للجوهر الداخلي للهرم. تم تشييده في خطوات صغيرة بواسطة كتل منحوتة تقريبًا من الحجر الجيري الداكن. كان الغلاف مصنوعًا من الحجر الجيري الأبيض تقريبًا. كان السطح الخارجي لأحجار الغلاف مصقولًا بدقة، لذا كان الهرم يتلألأ باللون الأبيض الجيرى الطبيعي الساطع عندما كان جديدًا. قد يكون الهرم مغطى بالإلكتروم، لكن لا يوجد دليل أثري على ذلك. تحتوي الممرات والغرف الداخلية على جدران وسقوف مصنوعة من الجرانيت المصقول، وهو من أقسى الأحجار المعروفة في عصر خوفو. وكان المونة المستخدمة عبارة عن خليط من الجبس والرمل والحجر الجيري المسحوق والماء.
يقع المدخل الأصلي للهرم في الجهة الشمالية. يوجد داخل الهرم ثلاث غرف: في الأعلى توجد غرفة دفن الملك (غرفة الملك)، وفي المنتصف توجد غرفة التمثال (التي تسمى خطأ غرفة الملكة)، وتحت الأساس توجد غرفة تحت الأرض غير مكتملة (غرفة العالم السفلي). في حين يتم التعرف على حجرة الدفن بواسطة التابوت الضخم مصنوع من الجرانيت، واستخدام «غرفة الملكة» لا يزال المتنازع عليها - بل ربما كان serdab من كاتمثال خوفو. لا تزال الغرفة الجوفية غامضة لأنها تُركت غير مكتملة. قد يشير الممر الضيق الذي يتجه جنوبًا عند الطرف الغربي للغرفة والعمود غير المكتمل في الشرق الأوسط إلى أن الغرفة الجوفية كانت الأقدم من بين الغرف الثلاث وأن مخطط البناء الأصلي احتوى على مجمع غرف بسيط به عدة غرف وممرات. ولكن لأسباب غير معروفة تم إيقاف الأعمال وتم بناء غرفتين أخريين داخل الهرم. من اللافت للنظر ما يسمى بالمعرض الكبير المؤدي إلى غرفة الملك: إنه ذو سقف مقوس مقوس ويبلغ ارتفاعه 28.7 قدمًا وطوله 151.3 قدمًا. يحتوي المعرض على صورة ثابتة مهمة وظيفة؛ يحول وزن الكتلة الحجرية فوق حجرة الملك إلى قلب الهرم المحيط.

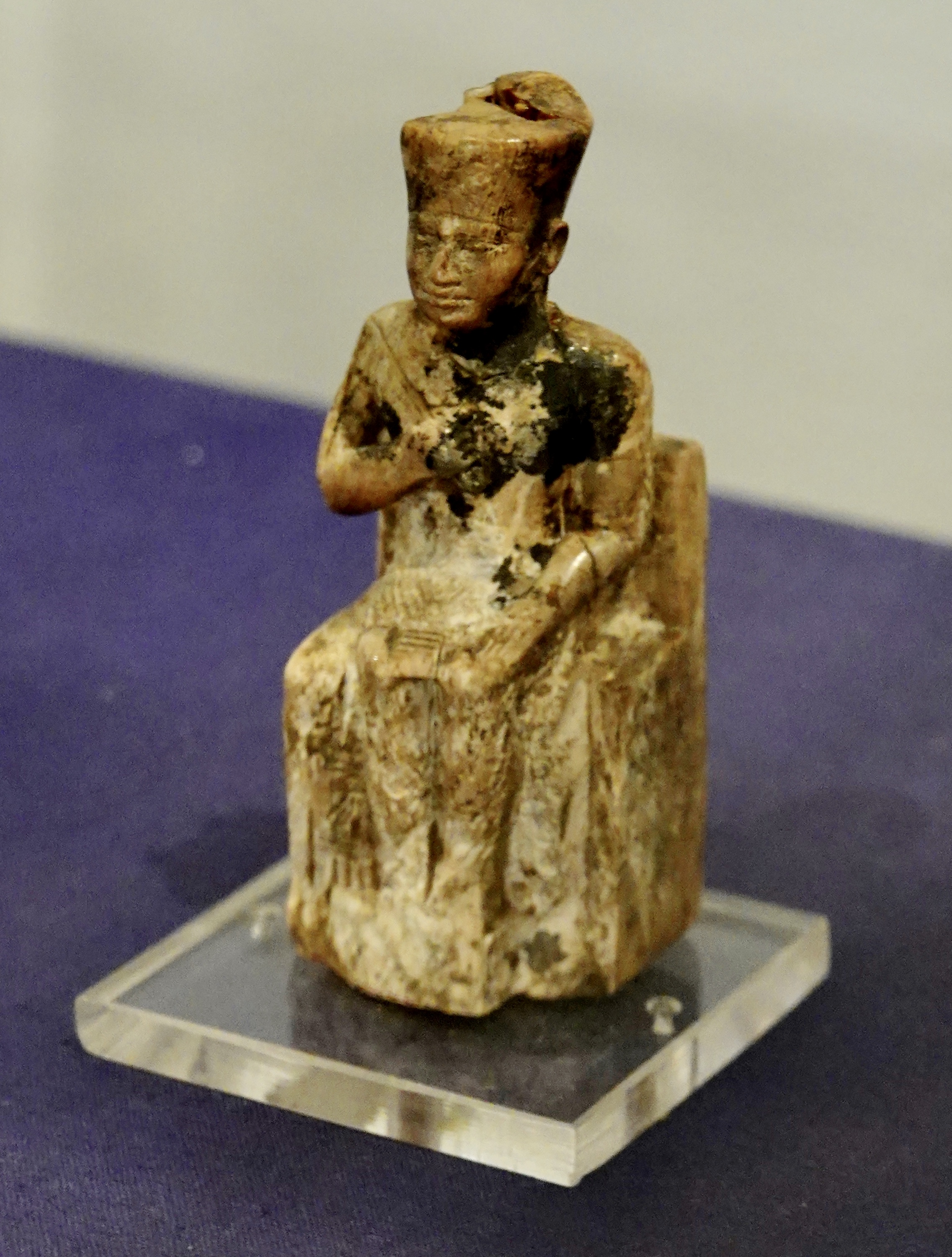
خوفو باني الهرم الأكبر في الجيزة

كان هرم خوفو مُحاطًا بجدار مُحاط بجدار، حيث يبعد كل جزء مسافة 33 قدمًا (10 م) عن الهرم. على الجانب الشرقي، مباشرة أمام الهرم، تم بناء المعبد الجنائزي لخوفو. كان أساسها مصنوعًا من البازلت الأسود، ولا يزال جزء كبير منه محفوظًا. كانت الأعمدة والبوابات مصنوعة من الجرانيت الأحمر وحجارة السقف من الحجر الجيري الأبيض. اليوم لم يبق سوى الأساس. من المعبد الجنائزي، يوجد جسر بطول 0.43 ميل مرتبط مرة واحدة بمعبد الوادي. ربما كان معبد الوادي مصنوعًا من نفس حجارة المعبد الجنائزي، ولكن بما أنه حتى الأساس لم يتم الحفاظ عليه، فإن الشكل والحجم الأصليين لمعبد الوادي لا يزالان مجهولين.
على الجانب الشرقي من الهرم تقع المقبرة الشرقية لمقبرة خوفو، التي تحتوي على مصاطب الأمراء والأميرات. أقيمت ثلاثة أهرامات صغيرة تابعة للملكات في الركن الجنوبي الشرقي من هرم خوفو. بالقرب من هرم الملكات تم العثور على هرم عبادة خوفو في عام 2005. على الجانب الجنوبي من الهرم الأكبر تقع بعض المصاطب الأخرى وحفر القوارب الجنائزية لخوفو. على الجانب الغربي تقع المقبرة الغربية، حيث تم دفن كبار المسؤولين والكهنة.
جزء محتمل من المجمع الجنائزي لخوفو هو تمثال أبو الهول الشهير في الجيزة. إنه تمثال كبير من الحجر الجيري 241 قدمًا × 66.6 قدمًا (73.5 مترًا × 20.3 مترًا) على شكل أسد راقد برأس إنسان، ومزين بنمس ملكي.غطاء الرأس. تم نحت تمثال أبو الهول مباشرة خارج هضبة الجيزة وطلاء في الأصل باللون الأحمر والمغرة والأخضر والأسود. حتى يومنا هذا، هناك جدل شديد حول من أعطى الأمر ببنائه بالضبط: المرشحون الأكثر ترجيحًا هم خوفو وابنه الأكبر دجيدف رع وابنه الأصغر خفرع. تكمن إحدى صعوبات الإسناد الصحيح في عدم وجود أي صورة محفوظة بشكل كامل لخوفو. وجهي دجيدف رع وخفرع متشابهان مع وجه أبو الهول، لكنهما لا يتطابقان تمامًا. لغز آخر هو الوظيفة الثقافية والرمزية الأصلية لأبو الهول. بعد ذلك بوقت طويل أطلق عليه المصريون اسم حور إم أخيت «حورس في الأفق» من قبل المصريين واسم أبو الهول «أبو الرعب» من قبل العرب. قد يكون أبو الهول، كتمثيل رمزي وغامض للملك، حرس ببساطة مقبرة الجيزة المقدسة.
خفرع وأبو الهول ومنقرع
بعد وفاة خوفو، خلفه أحد أفراد أسرته خارج الخط الشرعي المسمى دجيدف رع (2566-2558 قبل الميلاد) ويعتبر أهم جانب في عهد دجيدف رع ليس هرمه أو الادعاء بأنه بنى تمثال أبو الهول، ولكن ارتباطه بمنصب الملك بعبادة إله الشمس رع. كان أول ملوك مصر يطلق لقب «ابن رع» على نفسه، مما يشير إلى أن الملكية تابعة لإله الشمس. في الأسرة الثانية، ربط الملك رانب اسمه بالآلهة، وبالتالي جعل الملك ممثل الآلهة على الأرض، والتجسيد الحي للآلهة. بعد إصلاحات دجيدف رع، كان لا يزال يُنظر إلى الملك على أنه ممثل إلهي ولكن الآن في موقع أكثر تبعية كأبناء الله. يعتبر دجيدف رع من قبل بعض العلماء هو منشئ تمثال أبو الهول بالجيزة، بينما ينسب آخرون هذا النصب إلى أخيه وخليفته خفرع (2558-2532 قبل الميلاد). تمثال أبو الهول هو أكبر تمثال مترابط في العالم يصور جسد أسد مستلق برأس ووجه ملك. يُقبل وجه هذا الملك تقليديًا على أنه وجه خفرع، لكن دوبريف وآخرين يزعمون أنه قد يكون في الواقع وجه خوفو. يبدو من المحتمل أنه تم إنشاؤه بواسطة خفرع لأنه يتماشى تمامًا مع مجمع الهرم الخاص به ويبدو أن وجه أبو الهول يشبه وجه خفرع أكثر من وجه خوفو.
هرم خفرع هو ثاني أكبر هرم في الجيزة ومجمعه يكاد يكون مثل أبيه. لا يُعرف سوى القليل عن عهده. ارتبط خفرع بالاله حورس (كما فعل الملوك السابقون)، واعتبر أبو الهول صورة للملك على أنه الإله حرماخت «حورس في الأفق». على عكس ملوك عصر الأسرات المبكرة، أشار خفرع وأولئك الذين جاءوا بعده إلى نفسه على أنه «ابن حورس»، مرتبطًا بالإله ولكن ليس الإله الحي نفسه. نمت قوة تفسير إرادة الآلهة، على الرغم من أنها لا تزال ضمن دائرة نفوذ الملك، بشكل متزايد من أصل الكهنة الذين خدموا تلك الآلهة.
بعد وفاة خفرع، انقطعت الخلافة مرة أخرى لفترة وجيزة عندما تولى باكا، ابن دجيدف رع، العرش. لم يحكم حتى عام واحد، قبل أن يصبح منقرع (2532-2503 قبل الميلاد)، ابن خفرع ملكًا. بدأ منقرع في بناء مجمع الهرم والمعبد في الجيزة. على الرغم من أن هضبة الجيزة اليوم هي موقع قديم مليء بالرمال في ضواحي القاهرة، إلا أنها كانت في زمن منقرع مدينة الموتى التي يسكنها الأحياء الذين يعتنون بها. كانت منازل الكهنة والمعابد ومساكن العمال والمتاجر والمصانع ومصانع الجعة وجميع جوانب المدينة الصغيرة موجودة في الجيزة.
على عكس الاعتقاد السائد بأن أهرامات الجيزة قد تم بناؤها على يد عمال العبيد (وتحديداً عمل العبيد العبريين)، فقد تم بناؤها بالفعل من قبل المصريين، وكثير منهم كانوا من العمال ذوي المهارات العالية الذين حصلوا على أجر مقابل وقتهم. يُعتقد أن الأهرامات تمثل التل البدائي، بن بن، الذي ارتفع لأول مرة من مياه الفوضى في بداية الخلق. لم يتم اكتشاف أي مكان للعبيد في الجيزة ولا توجد سجلات مصرية تتحدث عن أي حدث مثل ذلك المنصوص عليه في كتاب الخروج التوراتي. تم العثور على مساكن العمال ومنازل المشرفين ومنازل المشرفين وتوضيح أن العمل المنجز في هضبة الجيزة في المملكة القديمة كان يؤديه مصريون يعملون مقابل تعويض.
هرم منقرع ومعقده أصغر من الاثنين الآخرين وهذا يدل على تطور مهم في تاريخ المملكة القديمة وأحد أسباب انهيارها. لم تعد الموارد اللازمة لبناء الهرم الأكبر متاحة في زمن منقرع، لكنه لا يزال يعتمد على ما في وسعه لإنشاء منزل أبدي على قدم المساواة مع والده وجده. توفي ابن منقرع أثناء بناء الهرم، الأمر الذي أزعج خلافة الأسرة الحاكمة، وتوفي منقرع نفسه قبل اكتمال مجمع الهرم. على الرغم من أنه حكم لمدة ثلاثين عامًا، إلا أنه لم يكن قادرًا على إكمال ما فعله أسلافه، وبالنسبة للعديد من العلماء فإن هذا يدل على تضاؤل الموارد تحت إمرته.
كان الملوك، كما لوحظ سابقًا، يحولون موارد هائلة إلى آثارهم ومجمعاتهم الجنائزية، لكن هذه المعابد والأضرحة لم تعد بشكل متزايد تحت سيطرة الملك بل تحت سيطرة الكهنة الذين أداروها. بعد فترة حكم شبسسكاف القصيرة، انتهت الأسرة الرابعة وبدأت الأسرة الخامسة بوعد أقل بكثير مما كانت عليه عندما خلف سنفرو حوني.
بصرف النظر عن المفهوم الهائل للأهرامات نفسها، فإن مجمعات المعابد المرتبطة بها تظهر إتقانًا كبيرًا للأشكال المعمارية. تم تزيين معبد خوفو أو جسر الاقتراب بنقوش مثيرة للإعجاب، تم دمج أجزاء منها في هرم الأسرة الثانية عشر لأمنمحات الأول في اللشت. أشهر المنحوتات المصرية، تمثال أبو الهول لخفرع في الجيزة وتمثاله الجالس الاستثنائي، يعود تاريخه إلى الأسرة الرابعة.
تشكل أهرامات الجيزة مجموعة من الآثار المكتملة بشكل أو بآخر محاطة بالعديد من مقابر العائلة المالكة والنخبة، مرتبة حسب التسلسل الهرمي ومصممة بأنماط أنيقة. يتناقض هذا الترتيب مع ما كان عليه في عهد سنفرو، حيث تم بناء مقابر مهمة في ميدوم وسقارة، بينما ربما دُفن الملك في دهشور. من بين مقابر الجيزة، تم تزيين كبار المسؤولين فقط ؛ باستثناء الحاشية المباشرة للملوك، تم تقييد حرية التعبير للمسؤولين بشكل كبير. كان معظم كبار المسؤولين أعضاء في العائلة المالكة الكبيرة، لذلك تركزت القوة على أساس القرابة وكذلك بوسائل أخرى. لم يمنع هذا الصراع بين الفصائل: فقد تم تدمير مجمع دجيدف رع عمداً وبشكل كامل، ربما بتحريض من خليفته خفرع.
يسجل حجر باليرمو حملة إلى النوبة السفلى في عهد سنفرو والتي قد تكون مرتبطة بالكتابات على الجدران في المنطقة نفسها. أسس المصريون مستوطنة في بوهين، على الطرف الشمالي للشلال الثاني (شمال السودان حاليا)، والتي استمرت لمدة 200 عام. قد يكون البعض الآخر قد تم تأسيسه بين هناك وإلفنتين. ربما كانت أغراض هذا الاختراق هي إقامة تجارة في أقصى الجنوب وإنشاء منطقة عازلة. لم يتم العثور على آثار أثرية لسكان مستقرين في النوبة السفلى لفترة المملكة القديمة. يبدو أن الوجود القمعي لمصر قد سلب من سكانها مواردهم، حيث تم استغلال المقاطعات لصالح الملك والنخبة.
يمثل سنفرو وبناة أهرامات الجيزة عصرًا كلاسيكيًا إلى عصور لاحقة. كان سنفرو النموذج الأولي للملك الصالح، بينما كان لخوفو وخفرع سمعة استبدادية، ربما فقط بسبب حجم آثارهما. بقي القليل من الأدلة المباشرة على المواقف السياسية أو غيرها من الأسرة الحاكمة، ويرجع ذلك جزئيًا إلى أن الكتابة كانت قد بدأت لتوها في تسجيل النصوص المستمرة. ومع ذلك، فقد تم إنتاج العديد من الأعمال الفنية العظيمة للملوك وأعضاء النخبة، وقد حددت نمطًا للعمل اللاحق. عرَّف ملوك الأسرة الرابعة أنفسهم، على الأقل منذ عهد دجيدف رع، بأنهم ابن رع (إله الشمس)؛ وصلت عبادة إله الشمس إلى ذروتها في الأسرة الخامسة.

### الأسرة الخامسة
كان سنفرو هو أول من ربط بين سلالته وعبادة الإله رع الشمسية، لكن دجيدف رع هو من قلل مكانة الملك من إله حي إلى ابن ذلك الإله. نمت قوة الكهنة على حساب الملك، لكن مع ذلك كان الملك ممثلاً للآلهة على الأرض وأمر بالاحترام والسلطة. لكن مقدار الاحترام والقوة كان يتضاءل بالضبط.
تُعرف الأسرة الخامسة باسم سلالة ملوك الشمس لأن أسماء الكثيرين تحمل اسم الإله رع. تم تكريم الثلاثة الأوائل من هؤلاء الملوك (أوسركاف، ساحورع، نفر إر كارع كاكاي) لاحقًا كما تم تعيينهم إلهيًا في قصة ولادة الملوك من بردية ويستكار. بدأت السلالة مع الملك أوسركاف (2498-2491 قبل الميلاد)، لكن امرأة تدعى خنكايس، على الأرجح ابنة منقرع، تظهر إلى حد كبير في النقوش التي كانت موجودة في ذلك الوقت باسم «أم ملوك مصر العليا والسفلى» على الرغم من أنها كذلك غير معروف من هؤلاء الملوك. قبرها هو الهرم الرابع في الجيزة، ومن الواضح أنها كانت شخصية مهمة للغاية، لكن لا يُعرف عنها سوى القليل.
تشتهر أوسركاف ببناء معبد الشمس في أبوصير. يمثل هذا المبنى خروجًا مهمًا عن دور الملك في بداية الأسرة الرابعة وبداية نهاية الجيزة باعتبارها مقبرة الملوك. كان الناس يعبدون إله الشمس رع الآن مباشرة من خلال وظائف الكهنوت وتضاءل دور الملك كممثل مباشر للإله. خلف أوسركاف ابنه ساحورع (2490-2477 قبل الميلاد) الذي بنى مجمعه الجنائزي في أبو صير بالقرب من معبد الشمس. كان ساحورع حاكماً فعالاً نظم أول حملة استكشافية مصرية إلى أرض بونت وتفاوض على اتفاقيات تجارية مهمة مع الدول الأخرى. كان بونت من بين أعظم إنجازاته، مع ذلك، حيث سيصبح مصدرًا مهمًا للعديد من أغلى موارد مصر، ومع مرور الوقت، اعتُبر أرضًا أسطورية للآلهة. بنى ساحورع معبده للشمس في أبوصير وكان أول من استخدم أعمدة النخيل في العمارة التي أصبحت معيارًا للأعمدة في جميع أنحاء مصر منذ ذلك الحين (الأعمدة المعروفة التي تتشكل قممها مثل سعف النخيل). أدت حملات ساحورع العسكرية والاستخدام الحكيم للموارد إلى إثراء البلاد كما يتضح من العمل المتقن الذي تم إنجازه في مجمع جنائزه والنقوش التي تم العثور عليها.
وخلفه ابنه نفر إر كارع كاكاي (2477-2467 قبل الميلاد). تشير النقوش إلى أنه كان ملكًا جيدًا ومحترمًا، ولكن لا يُعرف سوى القليل عن عهده باستثناء أن الكهنوت نما أكثر قوة خلال فترة حكمه. خلفه ابنه نفر ف رع (2460-2458 قبل الميلاد) لكنه توفي بعد فترة قصيرة من حكمه، ربما في سن العشرين تقريبًا، خلفه الملك شبسس كارع، لكن لا شيء معروف عن حكمه. وخلفه ني أوسر رع (2445-2422 قبل الميلاد) الذي اكتسب كهنة رع خلال فترة حكمه المزيد من القوة. كما ازدادت بيروقراطية المعابد والمجمعات الجنائزية، مما أدى إلى زيادة الضغوط على الخزانة الملكية التي دفعت تكاليف صيانة المعبد وصيانته. خلفه الملك منكاو حور كايو (2422-2414 قبل الميلاد)، لكن لا يُعرف سوى القليل جدًا عن عهده باستثناء أنه كان آخر ملوك بنى معبدًا للشمس.
ثم خلفه الملك جد كا رع (2414-2375) وأصوله غير معروفة. لا يعتبر ابن منكاو حور كايو ولكن يمكن أن يكون له صلة قرابة. تميز عهده بإصلاحات واسعة النطاق للبيروقراطية والكهنوت في محاولة للحفاظ على اقتصاد مستقر. رفض جد كا رع الممارسة التقليدية لبناء معبد لإله الشمس وقلل من عدد الكهنة اللازمين لصيانة المجمعات الجنائزية. كما قام بتنظيم الرحلة الاستكشافية الثانية إلى بونت والتي أثرت مصر وعززت العلاقات مع بونت.
من الممكن أن يكون رحيل جد كا رع عن عبادة إله الشمس له علاقة بتطور عبادة أوزوريس وتأكيدها على الحياة الأبدية من خلال الارتباط بالإله الذي مات وعاد إلى الحياة. على الرغم من أن عبادة أوزوريس لم تصبح شائعة حتى فترة المملكة الوسطى في مصر (2055-1650 قبل الميلاد)، تشير الدلائل بقوة إلى أن هذا الإله الزراعي السابق كان مرتبطًا بالفعل بالموت والقيامة خلال المملكة القديمة. إن حقيقة تبجيل طائفته لجد كا رع لعدة قرون بعد وفاته ستدعم هذا الادعاء. أصبحت عبادة أوزوريس في النهاية أكثر انتشارًا وشعبية من عبادة رع وجد كا رع، باعتبارها من أوائل المنتسبين للعبادة الملكية، والتي كانت ستحظى باحترام كبير من الأعضاء اللاحقين.
كان الجانب الأكثر أهمية في عهد جد كا رع هو اللامركزية في الحكومة في ممفيس التي وضعت سلطة أكبر في أيدي المسؤولين المحليين. تم القيام بذلك لتقليل تكاليف البيروقراطية الهائلة التي نشأت خلال الأسرة الرابعة والخامسة السابقة. على الرغم من أن الفكرة قد تكون منطقية، إلا أنها أعطت بشكل أساسي مزيدًا من السلطة للمناطق التي كان الكهنة المحليون فيها بالفعل مؤثرين بما يكفي لإصدار أوامر للمسؤولين الحكوميين، وبالتالي جعلت جهود الملك السابقة للحد من سلطة الكاهن غير ذات صلة تقريبًا.
خلف جد كا رع ابنه أوناس (2375-2345 قبل الميلاد) الذي لا يُعرف إلا القليل عن حكمه. كان أوناس أول ملك لمصر رسم الجزء الداخلي من قبره وتمييزه بالنقوش التي أصبحت تُعرف باسم نصوص الأهرام. تُظهر هذه النقوش أن الملك في شركة مع رع وأوزوريس، مما يقدم مزيدًا من الدعم للادعاء بأن جد كا رع قد تأثر بعبادة أوزوريس في إصلاح كهنوت رع، حيث وضع الملك الذي خلفه (أوناس) الإلهين على قدم المساواة. موطئ قدم في قبره.

### الانحدار في الفترة الانتقالية الأولى
عندما بدأت الأسرة السادسة تقلص دور الملك بشكل كبير. في عهد الملك الأول تتي (2345-2333 قبل الميلاد)، كان المسؤولون المحليون والإداريون يبنون مقابر أكثر تفصيلاً من النبلاء. وفقًا لمؤرخ القرن الثالث قبل الميلاد مانيتون، قُتل تيتي على يد حراسه الشخصيين، وهي جريمة لم يكن من الممكن تصورها من قبل. خلفه أوسر كا رع (2333-2332 قبل الميلاد) الذي ربما يكون وراء مؤامرة اغتيال الملك. كانت فترة حكمه قصيرة، وخلفه بعد ذلك بيبي الأول (2332-2283 قبل الميلاد) الذي كان تحت حكمه المسؤولون المحليون في المقاطعات أكثر قوة. استمر هذا الاتجاه مع حكم مرن رع الأول (2283-2278 قبل الميلاد) وحتى عهد بيبي الثاني نفر كا رع (2278-2184 قبل الميلاد) الذي اعتلى العرش وهو طفل وتوفي كرجل عجوز، مما يمثل فترة حكم لا تصدق لـ ما يقرب من مائة عام.
في عهد بيبي الثاني الطويل، انهارت المملكة القديمة بشكل مطرد. أدت القوة المتزايدة للرعاة الإقليميين إلى جانب الكهنوت إلى تآكل سلطة الحكومة المركزية والملك.
مع فترة حكم قصيرة جدًا، وانتهت السلالة مع باسم مرن رع الثاني (2184-2181 قبل الميلاد) الذي حدده بعض العلماء وعلماء المصريات بدور الملكة نيت إقرت من رواية هيرودوت (التاريخ، الكتاب الثاني، 100) لملكة مصرية تنتقم لمقتل شقيقها بإغراق قاتليه في مأدبة عشاء. يقدم نيوبيري دليلاً مقنعًا بشكل خاص على أن تقرير هيرودوت، الذي اعتبره الكثيرون أسطورة، دقيق على الرغم من عدم وجود سجل مصري لمثل هذا الحدث.
لقد عاش بيبي الثاني بعد أي خلفاء للعرش، وفي سنواته الأخيرة، يبدو أنه كان ملكًا غير فعال إلى حد ما. عندما جلب الجفاف المجاعة إلى الأرض، لم تعد هناك أي حكومة مركزية ذات مغزى للاستجابة لها. انتهت المملكة القديمة بالأسرة السادسة حيث لم يأت حاكم قوي على العرش لقيادة الشعب. اعتنى المسؤولون المحليون بمجتمعاتهم ولم يكن لديهم موارد ولا يشعرون بالمسؤولية لمساعدة بقية البلاد. مع وفاة الأسرة السادسة، تراجعت مصر ببطء في العصر الذي يصنفه العلماء الآن على أنه الفترة.

## الفن في الدولة القديمة
بعد العصر الثيني شهدت مصر تجارب مختلفة في الفن والعمارة، فإن فترة المملكة القديمة هي من نواح كثيرة مرحلة «تقديس» في هذه المجالات، مما يضع الاتفاقيات التي هي تبع ذلك خلال العصور اللاحقة من التاريخ المصري، حيث لعب دورًا في تصور عصر الأهرامات باعتباره حقبة «كلاسيكية» لهذه الحضارة. في العديد من المجالات، لا يزال مؤرخو الفن المعاصر يعتبرون إنجازات هذه الفترة لا مثيل لها في التاريخ المصري.

### العمارة
في مجال العمارة، تبدأ المملكة القديمة بأول نصب بُني بشكل أساسي بالحجر بدلاً من الطوب الطيني، مجمع زوسر الجنائزي في سقارة. يستخدم الحجر الآن في المجموعة المعمارية بأكملها، سواء كانت إطارًا للمباني أو زخارفها، المكونة من كتل حجرية منحوتة ومطلية. تظهر الأهرامات والمعابد الجنائزية الملكية والمصاطب لكبار الشخصيات من مختلف السلالات في الدولة القديمة التحسن المستمر في البناء الحجري، مما يسمح ببناء المعالم الأثرية التي تعد من بين أكثر الآثار إثارة للإعجاب في العصور القديمة. يمكن القول إن أهرامات الأسرة المصرية الرابعة هي أكثر الآثار طموحًا في مصر القديمة. في المعابد الجنائزية، تتطور الأفنية المرصوفة ذات الأعمدة، مع أروقة ذات أعمدة. الأعمدة بسيطة في البداية، ثم تظهر التيجان بزخارف النخيل تحت الأسرة المصرية الخامسة يقدم نظرة عامة سريعة على الاتجاهات الفنية في تلك الفترة.

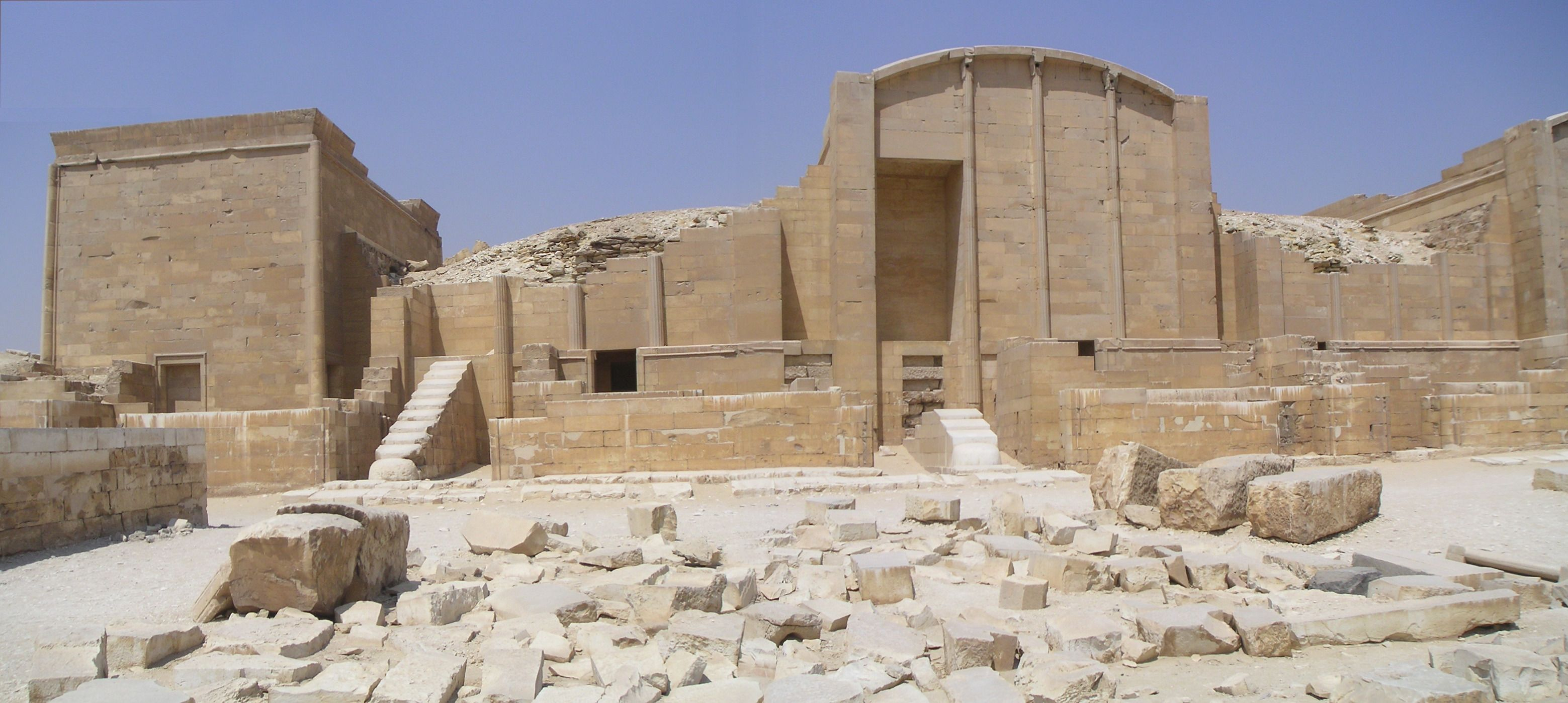
مجمع هرم زوسر في سقارة (بداية الأسرة المصرية الثالثة).
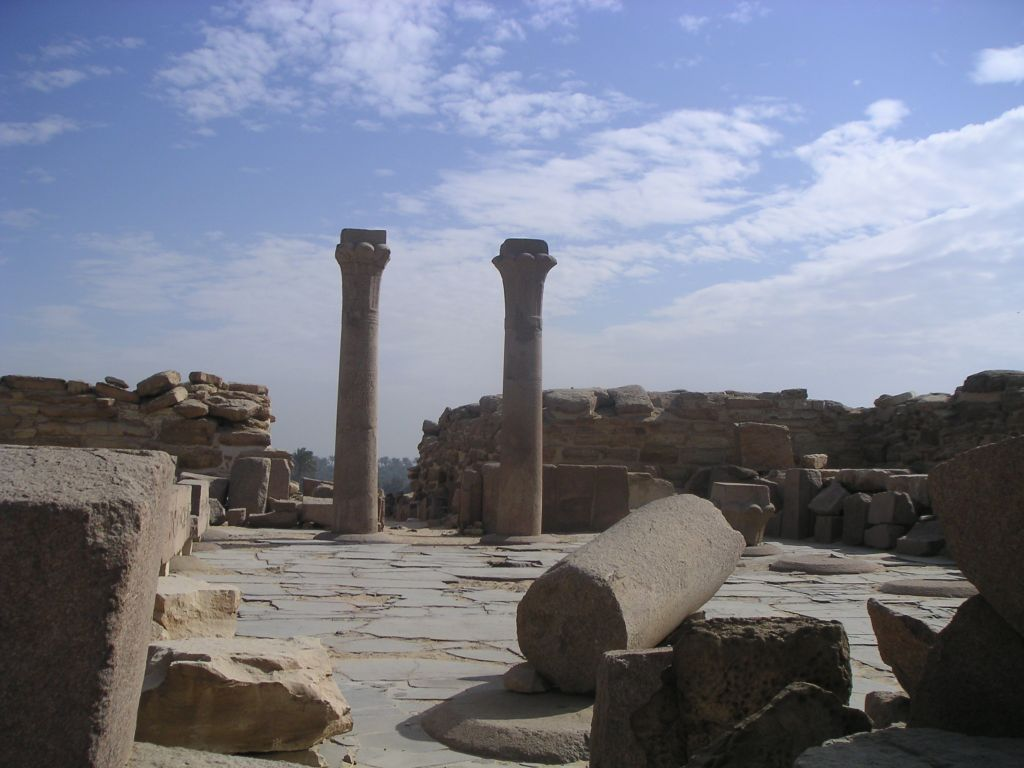
أنقاض المعبد الجنائزي لـ ساحورع في أبوصير، مع تاجين على شكل نخيل (الأسرة المصرية الخامسة).
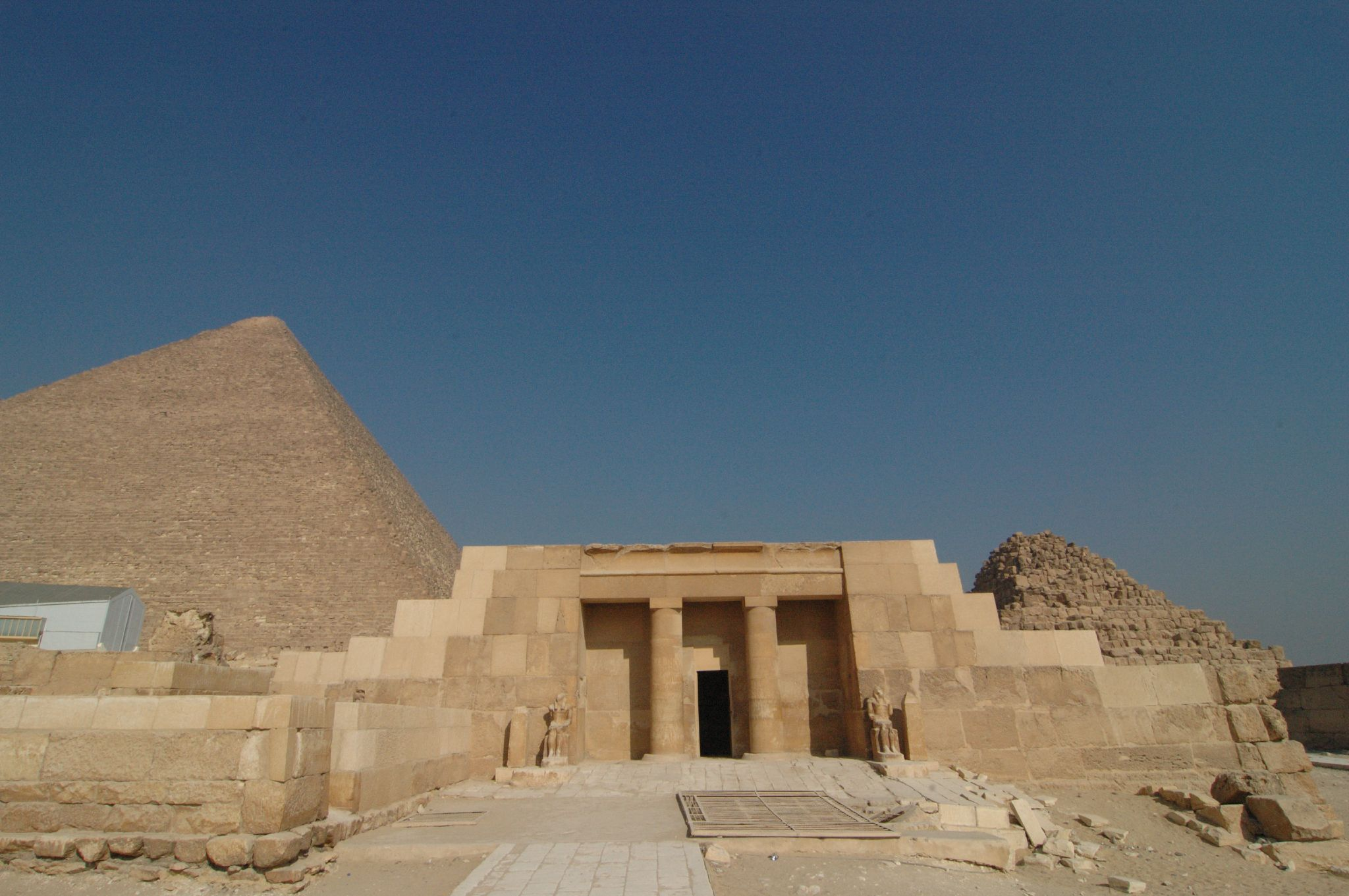
مدخل مصطبة سيشم نفر المرموق (نهاية الأسرة المصرية الرابعة - بداية الأسرة المصرية الخامسة)، في الجيزة ؛ هرم خوفو في الخلفية.

### النقوش البارزة واللوحات
غالبًا ما كان للمباني الجنائزية زخارف داخلية مؤثثة، وبوجه عام نقوش بارزة مرسومة، ولكن في بعض الأحيان كانت تحتوي أيضًا على رسومات على الجبس (كما هو الحال في مقبرة نفرمات وإتيت في الأسرة المصرية الرابعة). تتطور هذه التمثيلات على عدة أفاريز، وتشكل أحيانًا مؤلفات مكثفة للغاية حتى لو لم تطور سردًا طويلاً. قد يكون للأهرامات زخارف داخلية، تمثل «نصوص الأهرام»، من عهد أوناس، لكن المعابد الجنائزية هي التي تحتوي على أفاريز طويلة من أسفل. - معتقدات وجود الملك لموضوع مركزي. تهدف الموضوعات إلى تمجيد الملك: يتم وضعه في علاقة مع الآلهة، ويظهر في مواجهة كبار الشخصيات، والعديد من الأفاريز تمثل في مصاطب كبار الشخصيات، تدور النقوش البارزة حول الاحتفال بساكن القبر، وخاصة عبادته الجنائزية: تمثيلات للثروات الموجودة في مجالات جنائزه (الحقول، المستنقعات، السهوب، ورش العمل) والمخصصة له عروض، تمثيل وجبة الجنازة. المتوفى، ملكي أم لا، يتم تمثيله أطول من الشخصيات الأخرى في الكواليس، لتوضيح أنه مركزها  · . تهدف هذه النقوش البارزة (والنصوص المصاحبة لها) إلى الاحتفال به، والمشاركة في وصوله إلى الأبد من خلال الإبلاغ عن أفعاله الأكثر روعة، ومن خلال تمثيل عبادة الجنازة التي ستساعده على ذلك. تحقيق الخلود، ولا شك في تعزيز فعالية طقوس الجنازة.

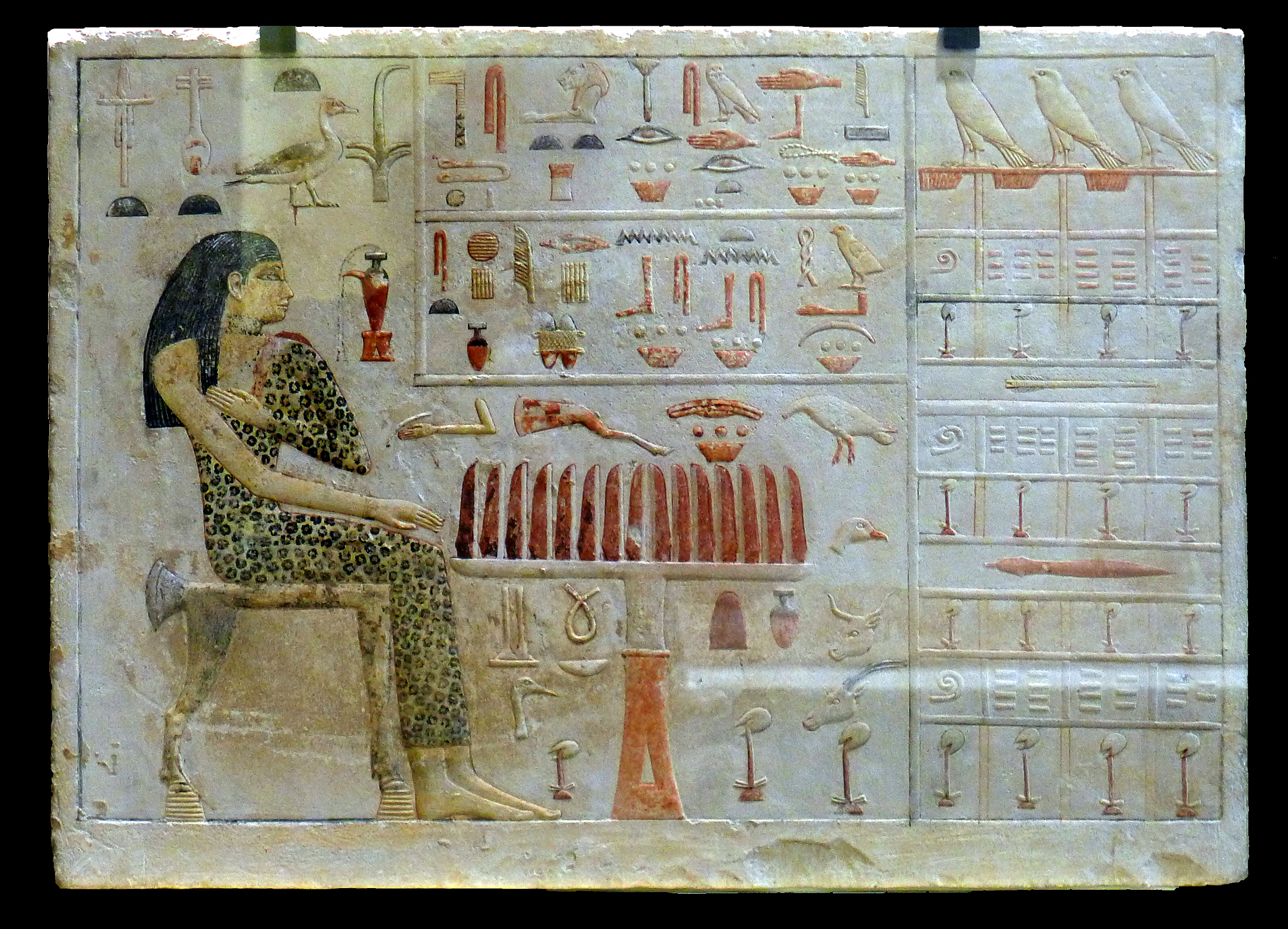
نقش بارز مرسوم على شاهدة تمثل الأميرة نفرتيابت وهي تواجه وجبتها الجنائزية والأقمشة التي قدمت لها، الأسرة المصرية الرابعة، متحف اللوفر.
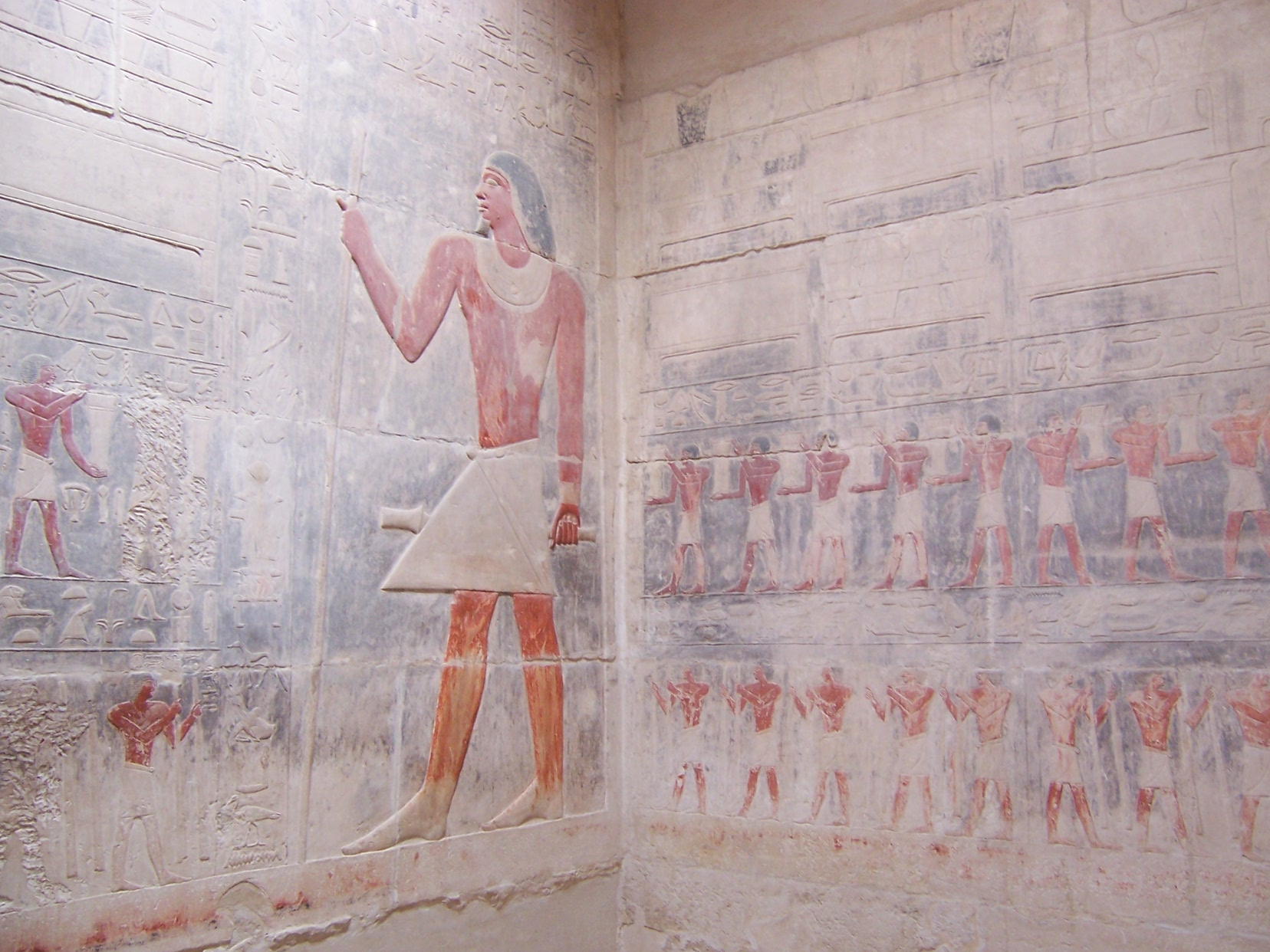
نقوش بارزة مرسومة في مصطبة للوزير كاجيمني في سقارة (الأسرة المصرية السادسة).
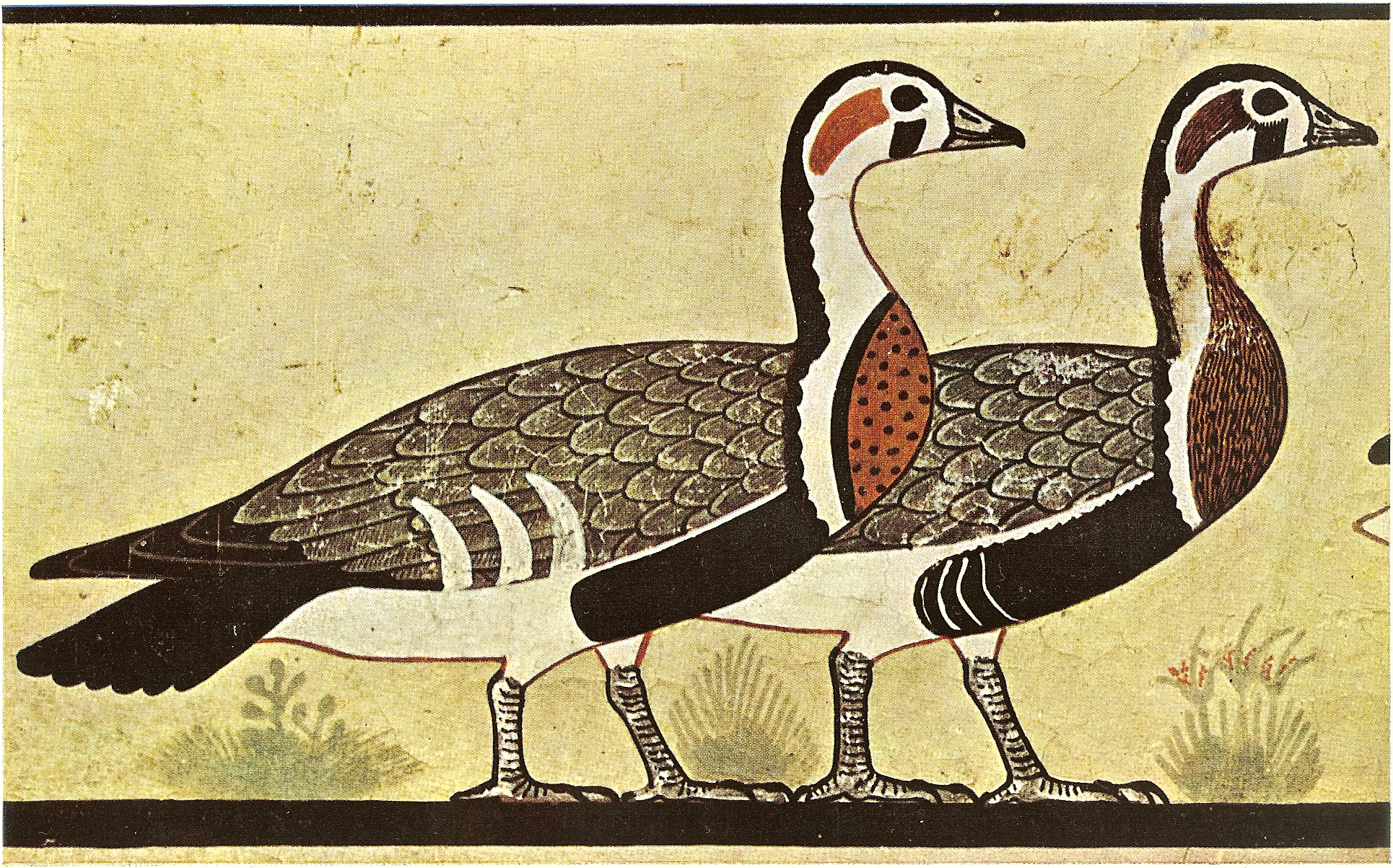
تفاصيل اللوحة الجصية لـ "إوز ميدوم"، مصطبة نفر ماعت وإتت، بداية الأسرة المصرية الرابعة.

### تمثال
التماثيل هو شكل من أشكال الفن الذي يتمتع بأكبر مكانة. لقد تم بالفعل وضع مبادئها الأساسية في ظل السلالات الأولى. قدمت الآثار الجنائزية لهذه الفترة روائع حقيقية من التماثيل القديمة. المواد المُشغَّلة متنوعة: الحجر الجيري، والأحجار الصلبة (على وجه الخصوص جرواق، الديوريت، أو حتى الخشب والمعدن. من الناحية المنطقية، يعتبر الملك موضوعًا شائعًا للتماثيل: زوسر مثل نفسه في عدة مناسبات، وأحيانًا بالحجم الطبيعي ؛ صنعت عدة تماثيل لـ خفرع تمثله على عرشه بشكل جميل للغاية. إن «الثلاثيات» التي ذكرها خليفته منقرع هي أيضًا قطع رائعة لجودة تنفيذها هو موضوع تماثيل كبيرة من النحاس المطعمة بالذهب ؛ يشهد تمثال صغير للملك الأخير في وضع القرابين على ركبتيه، بالإضافة إلى تمثال آخر لـ بيبي الثاني، في حضن والدته، أن مستوى الجودة لم ينضب بعد في نهاية العصر. شهدت المملكة القديمة أيضًا تطوير التماثيل الخاصة، مرة أخرى للأغراض الجنائزية، والتي بدأت في الأسرة المصرية الثالثة مع تماثيل الزوجين المرموقين سيبا ونيسا. في ظل الأسرة التالية، تُظهر تماثيل الزوجين الآخرين، رحوتب ونفريت، تمثالًا يسعى إلى إعادة أكثر من ذلك بقليل الفردية التي يمثلها الناس، حتى الواقعية (النسبية). تطور أسلوب التماثيل خلال الفترة التي لا تعرف تطورًا موحدًا أو خطيًا: يسعى الفن الذي يتطور من أوناس (يُعرف أحيانًا باسم «النمط الثاني») إلى الانفصال عن البحث عن عرض أكثر واقعية وشدة للعهد العظيم للعهد الأسرة المصرية الرابعة والأسرة المصرية الخامسة لتفضيل أسلوب تكون فيه بعض أجزاء أجساد الأفراد الذين تم تصويرهم كبيرة بشكل مبالغ فيه، بينما البعض الآخر تم تقليلها أو حذفها.
إن تماثيل الملوك والخاصة، وكذلك اللوحات المصورة والمحفورة في عصر الدولة القديمة، عكست مفاهيم فنية، هدفها خدمة طقوس الآلهة والملوك والموتى. ونجد للتماثيل الملكية أوضاعا تقليدية ذات خطوط مثالية للوجه، تسعى لتصوير الشخصيات الملكية، في بنيان جسدي قوي، وأحيانا مع بعض اللمسات الواقعية، التي هي أقل حدة لتفاصيل الوجه. ولعلنا نستطيع تتبع ذلك في تمثال زوسر، والتمثال الوحيد المتبقي للملك خوفو، ونماذج الملك خفرع بالأحجار المختلفة، والمجموعات الثلاثية للملك منقرع، ورأس الملك أوسركاف.
أما تماثيل الخاصة، فقد اتبعت نفس المفاهيم الفنية، ولكن كانت لديها حرية أكبر في الحركة، وتنوع أكثر لأوضاعهم. وقد حفر الفنانون تماثيل جالسة للكتاب، وتماثيل لأشخاص واقفة أو راكعة أو عابدة، وأخرى منشغلة بالأعمال المنزلية. وأمثلة لذلك، نجدها في تماثيل الأمير رع حتب وزوجته نفرت، الذين يبدون كأشخاص حقيقين، بسبب ألوانهم وعيونهم المطعمة. ونراها أيضا في التمثال الخشبي لكاعبر ذو الخطوط الواقعية في حفر وجهه وجسده، وكذلك جزعه الآخر وجزع زوجته، جميعهم أمثلة جيدة لتماثيل الخاصة في تلك الحقبة.
اللوحات المحفورة والمصورة، بدأت بملء الفراغات الموجودة على جدران المعابد والمقابر، لتصوير أنشطة الحياة اليومية في المنازل والضيعات والورش. وكانت هناك أيضا مناظر ترفيهية، وأخرى تصور تقديم القرابين. هذه المناظر نفذت أحيانا بحركات حرة، لمجموعات العمال، وكذلك الحيوانات والطيور. الحفر البارز والحفر الغائر، واللوحات المصورة، قد نفذت بنسب جيدة، وتفاصيل دقيقة، خاصة تلك الموجودة في مقابر سقارة.

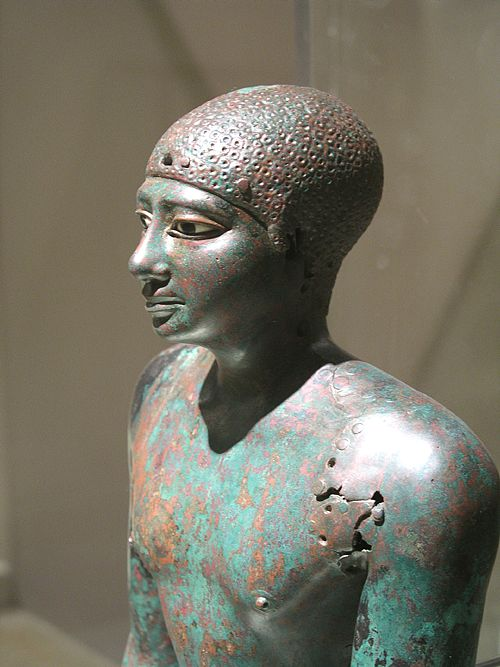
تمثال نحاسي مرصع بالذهب لـ بيبي الأول.
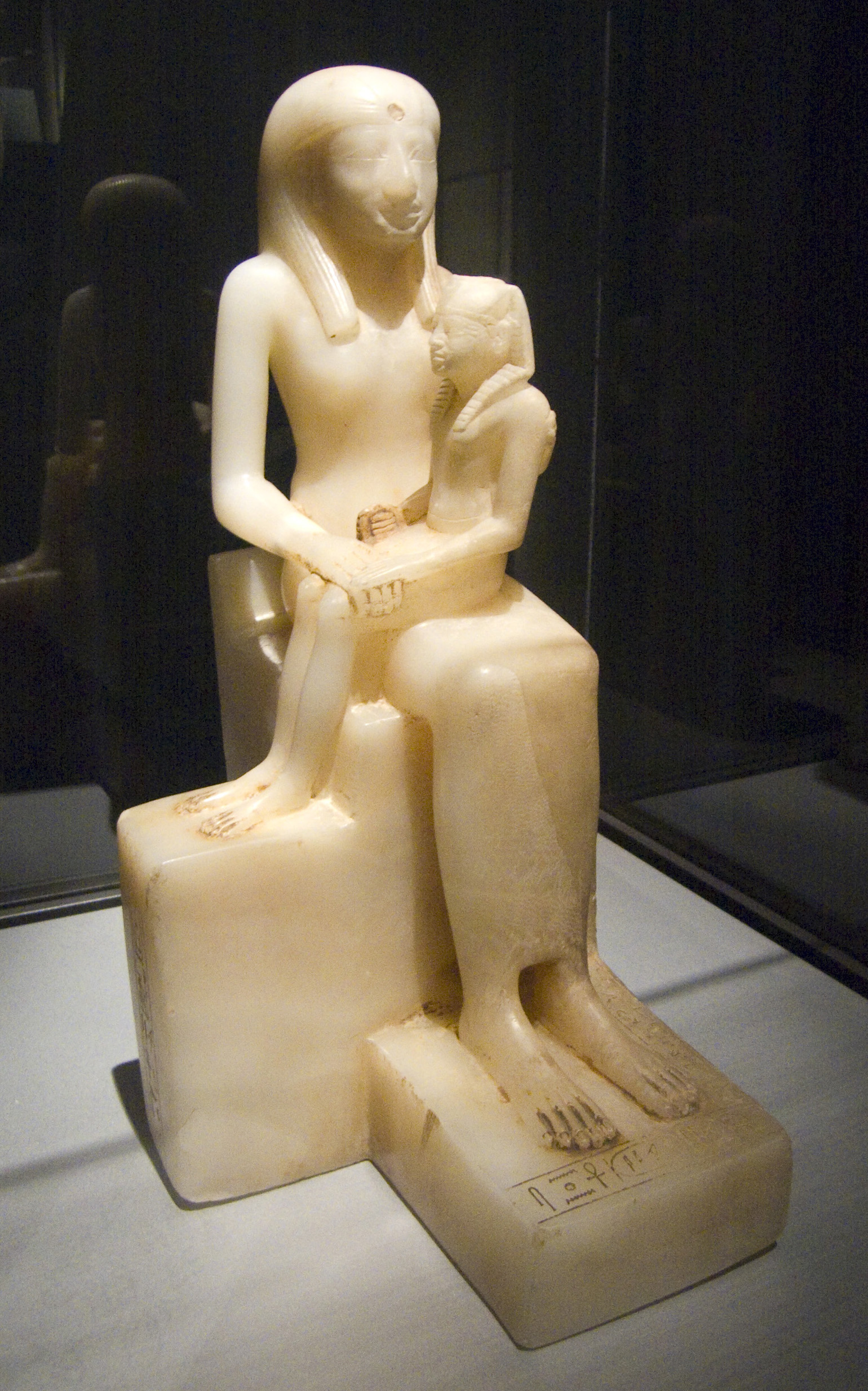
تمثال من المرمر يمثل بيبي الثاني على ركبتي والدته عنخس إن بيبي الثانية، متحف بروكلين في نيويورك.
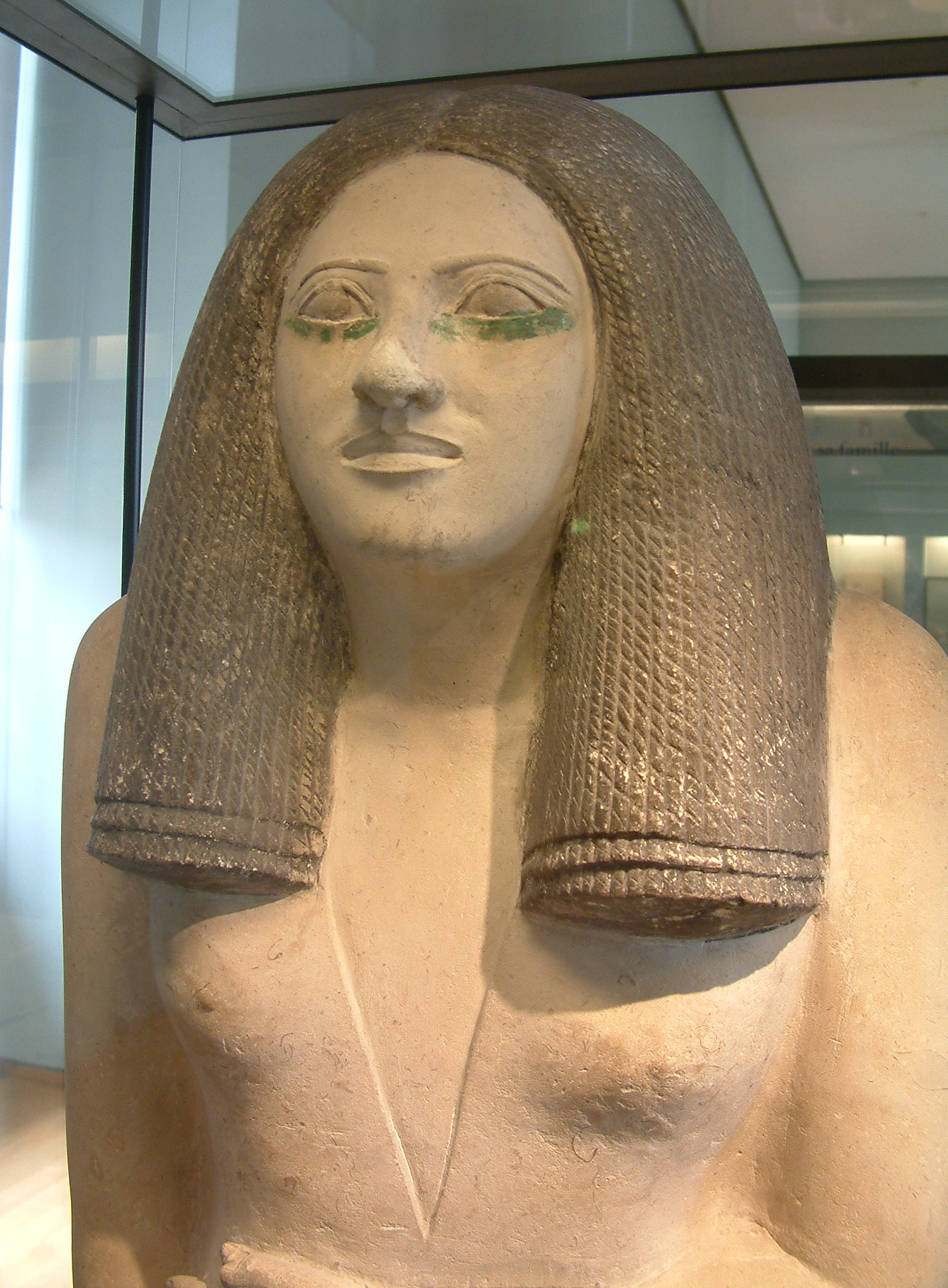
تمثال للسيدة نسا من الحجر الجيري الملون متحف اللوفر.
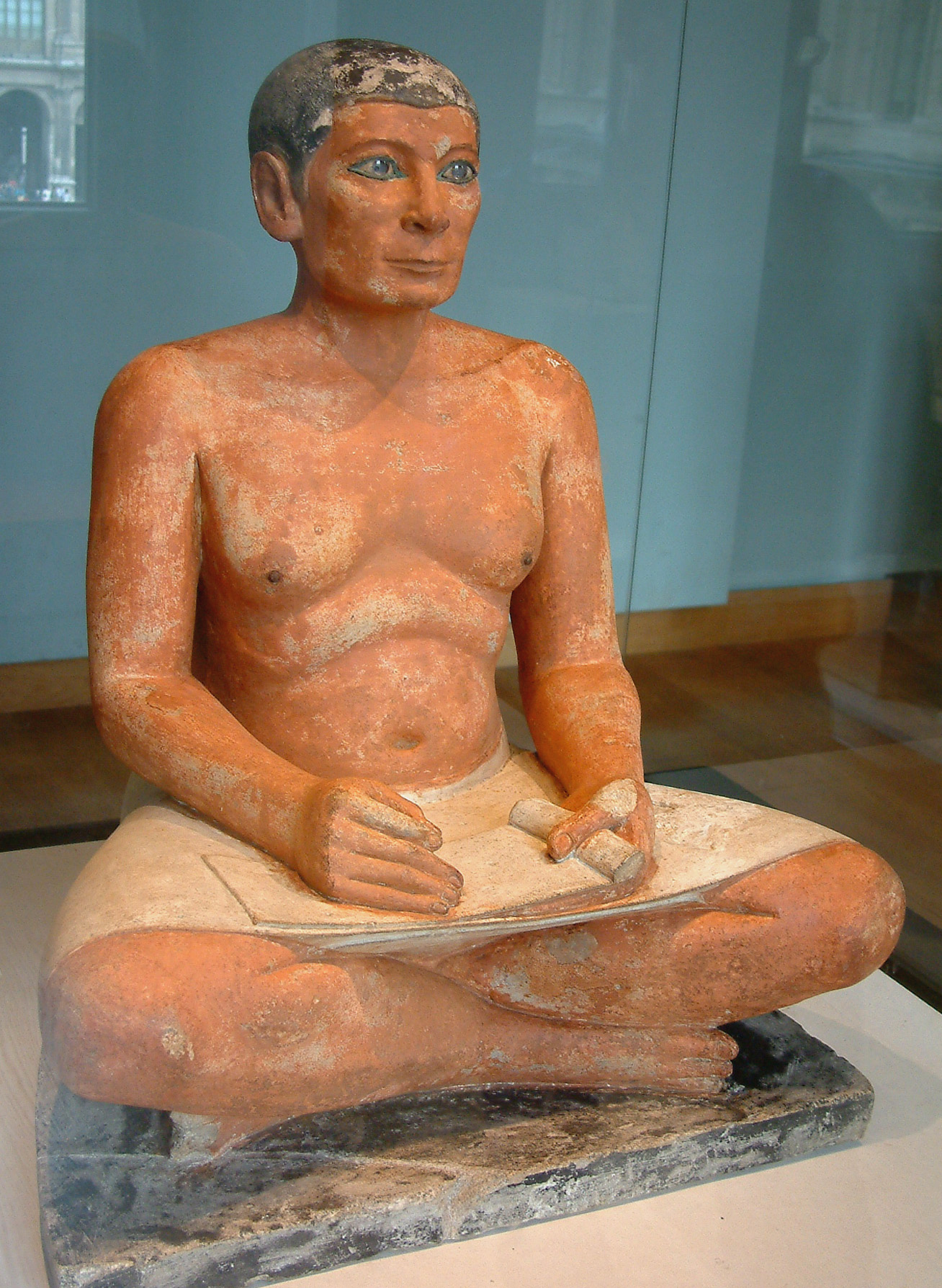
تمثال "الكاتب الرابض" المصبوغ من الحجر الجيري، متحف اللوفر.

## المؤسسات والإدارة

### الملك، شخصية الجوهر الإلهي

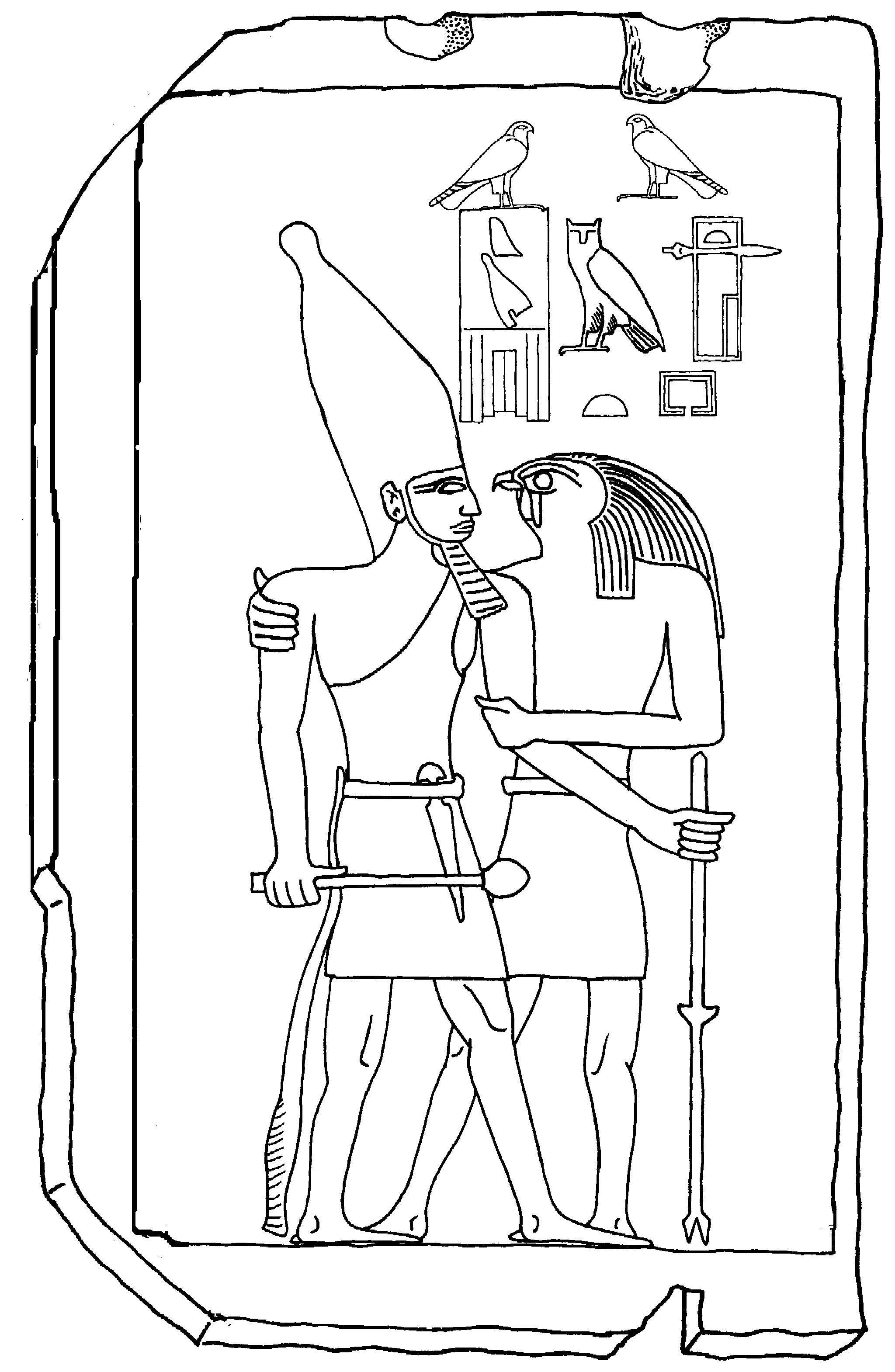
مشهد احتضان: الإله حورس يحمي الملك حوني)

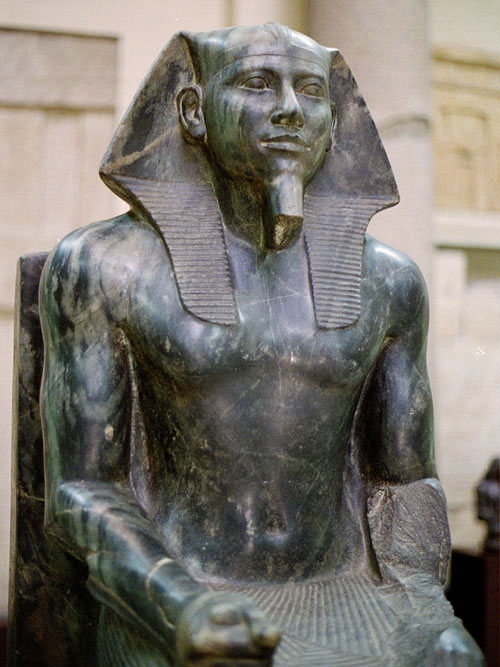
تمثال ديوريت لـ خفرع على العرش، عُثر عليه في الجيزة ومعروض في المتحف المصري بالقاهرة

إذا كان من الشائع أن نقول إن المجتمع المصري يبلغ ذروته في صورة ملكه، فمن المحتمل ألا يكون هذا مبررًا أكثر مما كان عليه الحال في عصر الدولة القديمة. السيادة إذن هي سمة من سمات الجوهر الإلهي، وتمجد صورتها أكثر فأكثر. يعكس لقب، الذي تأسس في عهد الأسرات الأولى للمملكة القديمة، جانبه الإلهي: الاسم الفردي (اسم ملك مصر العليا والسفلى)، يترك مساحة أكبر لـ «اسم حورس» (هذا الإله هو راعي النظام الملكي) الذي تم تطويره في الفترة البدائية، وكذلك «اسم حورس الذهبي»، بينما يظهر اسم«ابن رع» من [[الأسرة المصرية الرابعة}]]. في النقوش، اسم الملك محمي ب خرطوش يفصله عن الناس العاديين ويضعه في مرتبة الآلهة. غالبًا ما يوصف ملوك الدولة القديمة بـ «الإله» أو «الإله الكامل»، ويتم طرح الرابطة الأبوية التي يحافظون عليها مع الآلهة العظيمة. إن «نصوص الأهرام»، نشأت من الأسرة المصرية الخامسة واستحضرت قيامة الملوك بعد وفاتهم (وهي إذن من امتيازاتهم التي لا يشاركها الآخرون)، وعرفه بـ حورس وأوزوريس ووصف صعود الحاكم المتوفى إلى العالم الإلهي. في الصور، تُظهر مشاهد التقبيل إلهًا يمسك الملك بذراع وكتف. كما تمجد العديد من التماثيل قوتها. أخيرًا، أكثر من أي وقت مضى، تظهر قوة الفرعون في الآثار الجنائزية المخصصة له، الأهرامات الرائعة والمباني المحيطة بها  ·   · . ويصاحب ذلك عبادة جنازة يومية تغذيها ثروات من جميع أنحاء البلاد.
شخصية الجوهر الإلهي التي تعيش على الأرض لقيادة الرجال، يجب على الملك أن يدافع عن النظام الذي تريده الآلهة ضد الفوضى. ينبثق هذا من الفكرة المتكررة في فن الملك المصري مع هراوة تستعد لتحطيم جماجم الأعداء من الدول الأجنبية التي تهدد استقرار المملكة. تصور مشاهد إغاثة أخرى زيارات الملك للعديد من المعابد، مما يرمز إلى سيطرته على الأرض وقدرته على الاحتفاظ بها نيابة عن الآلهة التي يكون مسؤولاً أمامها. تم تجديد ولايته خلال احتفال اليوبيل عيد سد.
بشكل ملموس، فإن قواعد الميراث لملكية الدولة القديمة غير معروفة. في حين أنه من المعتاد أن يخلف الملك المتوفى ابنه أو أخيه، فلا يوجد ما يشير إلى أن ذلك يتم بأمر يحابي كبار السن. كما أن وضع الملكات غير واضح. للأم الملكة دور كبير، ويجب أن يكون للملكة متعددة الزوجات زوجة رئيسية يتجه أبناؤها لتولي العرش. إن حالة تغيرات السلالات ليست بالضرورة تمزقًا لهذه الخلافة العائلية: زوسر هو بالتالي ابن آخر ملوك الأسرة المصرية الثانية، وأبناء الملك بيبي الثاني يبدو أنه يمارس السلطة بعد نهاية الأسرة المصرية السادسة. بقدر ما هو معروف، حتى في وقت التغيرات الأسرية، فإن الملوك الذين اعتلى العرش هم جزء من السلالة الملكية، وهو ما تفضله حقيقة أن زواج الأقارب كان شائعًا في هذه المجموعة.

### مركز المملكة

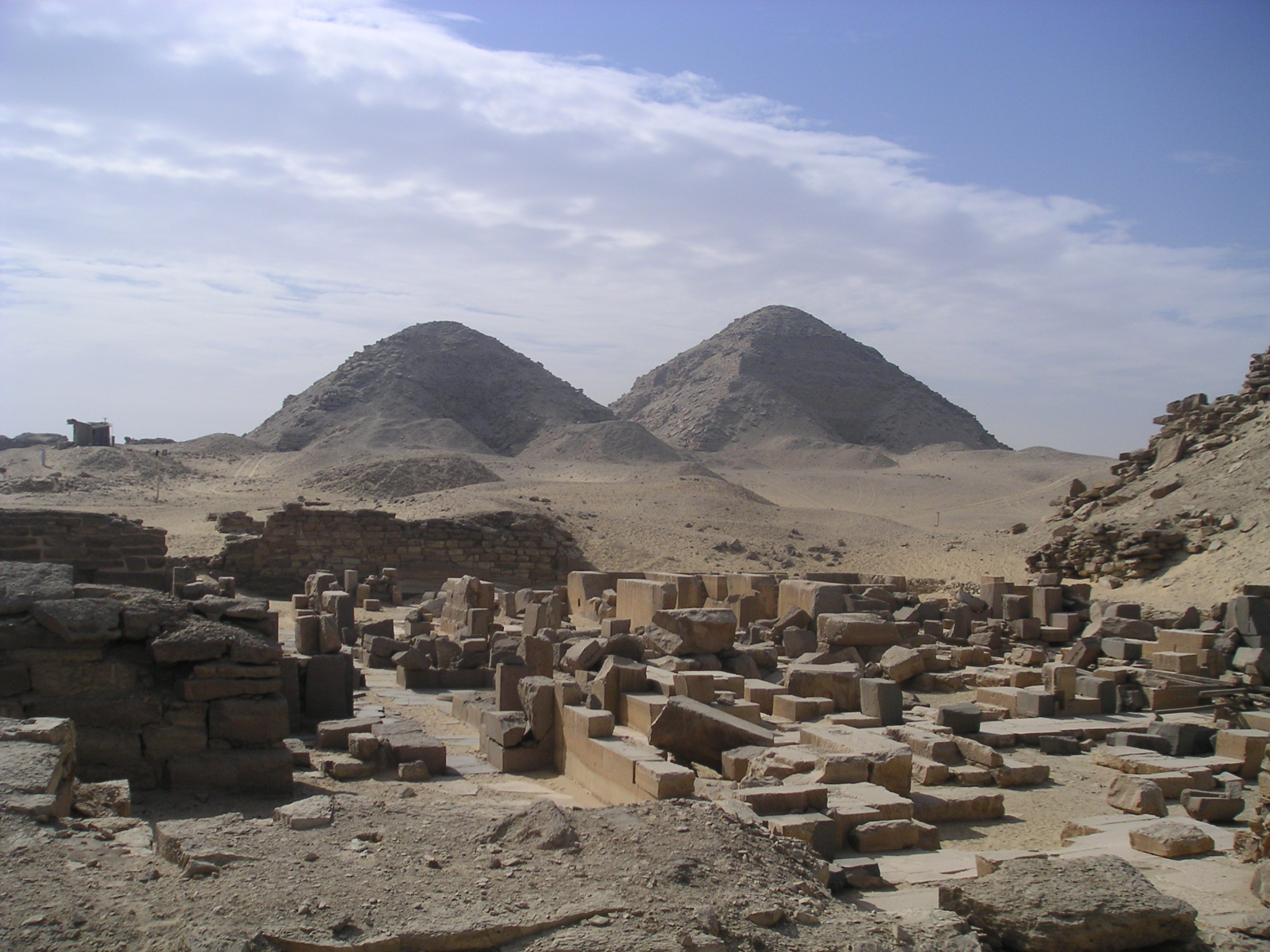
إحدى المقابر في منطقة ممفيس: أبو صير. في المقدمة المعبد الجنائزي ساحو رع وفي الخلفية أهرامات ني أوسر رع وNéférirkarê.

منذ نهاية العصر الثيني، كان مركز المملكة المصرية يقع في منطقة ممفيس، الواقعة في الوجه البحري قبل بداية دلتا النيل. تقع في محيطها المجمعات الأثرية الرئيسية في تلك الفترة، المرتبطة بالممارسات الجنائزية الملكية: سقارة شمال وجنوب، الجيزة، أبوصير، أبو رواش. لا يزال موقع المناطق السكنية في العاصمة افتراضيًا. يجب أن تكون قد امتدت على شريط على طول نهر النيل، بلا شك على الضفة اليسرى بين النهر والهضبة حيث أقيمت المقابر  · .
المؤسسة الرئيسية للإدارة المركزية هي «الإقامة» («خينو»)، التي تضم مكاتب كبار المسؤولين الرئيسيين. أصبح تنظيمها أكثر تعقيدًا خلال المملكة القديمة. وهي مقسمة إلى عدة أقسام، أهمها الخزانة والأشغال العامة وصوامع السايلو (للأنشطة الزراعية)، وكذلك العدل والمحفوظات الملكية. إن «الوزير» (غالبًا ما يُطلق عليه «مدير المحاكم الست الكبرى»، وهو تعبير يغطي الخدمات المركزية) هو المسؤول عن مراقبة الأشخاص الذين يديرون هذه الإدارة العليا ؛ دورها الدقيق غير معروف، ويبدو أنه في بعض الحالات كان يشغل هذا المنصب أكثر من شخص واحد. الملك يعين أصحاب المناصب الرئيسية. المؤسسة المركزية المهمة الأخرى هي «الدار الكبرى»، القصر الملكي وإدارته الخاصة، برئاسة مدير القصر  · .
يأتي معظم كبار الشخصيات من النسب الملكي، على الرغم من أن الغرباء يتواجدون أكثر فأكثر بمرور الوقت. ينبع ارتباطهم بالسلطة الملكية من عادتهم المتمثلة في دفنهم في مقابر الملوك.

### المقاطعات
خارج منطقة العاصمة، تم تنظيم المملكة المصرية للمملكة القديمة على طول وادي النيل حول مجموعتين، مصر العليا والسفلى. هذه المنطقة الممتدة للغاية هي منطقة حضرية قليلة جدًا، وهي منظمة بشكل أساسي حول مجتمعات ريفية غير معروفة. من وجهة نظر السلطة الملكية، إنها مساحة زراعية يتم فيها تركيب وحدات اقتصادية، يتم التحكم فيها من عدة مراكز استغلال وعواصم إقليمية صغيرة ومواقع صغيرة محصنة. قليلون هم معروفون بعلم الآثار، وهم يتواجدون في الغالب في مناطق هامشية على اتصال بالعالم الخارجي.  · .
من وجهة نظر إدارية، تم تقسيم المملكة المصرية منذ العصر الثيني إلى مقاطعات يتم وضعهم تحت مسؤولية كبار الشخصيات، الذين يأتون غالبًا من الإدارة المركزية. تم تحديدها بعبارات مختلفة، والتي لا شك في أنها تصف حالات مختلفة، ولا سيما بين إدارة مصر العليا والسفلى، لكن من المستحيل فهمها بالوثائق المتاحة. إن تطور علاقات هؤلاء الحكام مع المقاطعات التي هم مسؤولون عنها أوضح قليلاً. علاوة على ذلك، في بداية الدولة القديمة، لم يكونوا يقيمون في المقاطعات الذي كانوا مسؤولين عنها، لكنهم انتقلوا إلى هناك عندما نشأت الحاجة ؛ من الشائع بالنسبة لهم أن تتراكم المسؤوليات على عدة مقاطعات. وهم مسؤولون بشكل رئيسي عن الإشراف على العقارات الزراعية التابعة للدولة فيها وجباية الضرائب. تدريجيًا في ظل الأسرة المصرية الخامسة والأسرة المصرية السادسة، زادت الدولة سيطرتها على مقاطعاتها، ولا سيما محافظات مصر العليا التي كانت أبعد عن العاصمة، وكان يجب على حكام المقاطعات لا شك في الإقامة هناك بشكل دائم، مع وجود منطقة واحدة فقط مسؤولة ؛ لا شك أن سكان نصر السفلى لا يزالون يقيمون في العاصمة. تتضاعف وظائف الإدارة المركزية على مستوى المقاطعات، مما يعكس مدى تعقيد تنظيم المقاطعة. اعتاد حكام المقاطعات أكثر فأكثر على الدفن في المقاطعات التي كانوا مسؤولين عنها ولم يعودوا في ممفيس، مما يشير إلى أن استقرارهم المحلي آخذ في الازدياد، أن أصحاب مناصب المقاطعات تنتقل عمومًا من الأب إلى الابن، مما يؤدي إلى تكوين الأسرات المحلية. وقد سمح هذا الاتجاه بلا شك بتحسين سيطرة الدولة وتطويرها للمقاطعات. ولكنه يحمل في طياته تأكيد السلطات المحلية التي احتلت القمة خلال الفترة الانتقالية الأولى من خلال الاستفادة من الضعف التدريجي للقوة المركزية  · .

### الهوامش والعلاقات مع الخارج

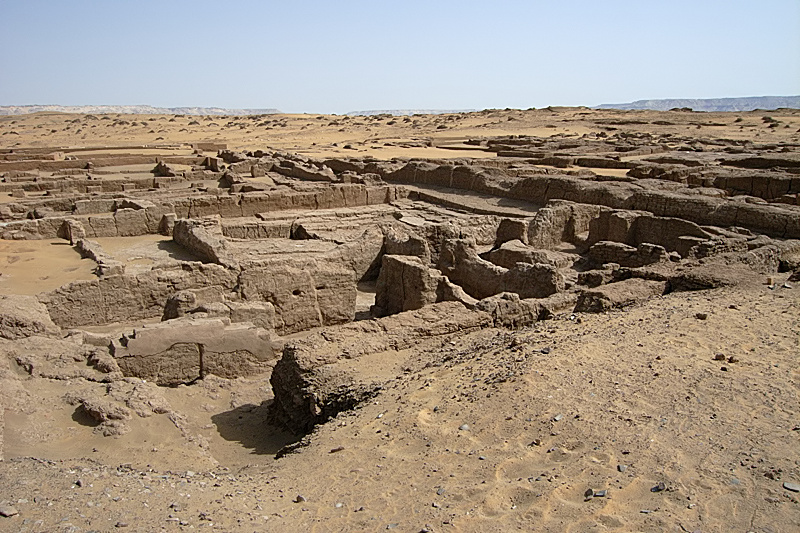
أنقاض موقع عين أصيل، مستوطنة حدودية في واحة الداخلة، الصحراء الليبية

ما وراء مصر العليا والسفلى يوسعان مناطق الاتصال بين مصر والثقافات الأخرى. بشكل عام، كونها مناطق صحراوية أو شبه صحراوية، فهي لا تؤوي عددًا كبيرًا من السكان. لا توجد منافسة أو تهديد يأتي من هذا بالنسبة للمملكة القديمة في مصر، التي تتمتع بموقع مريح من وجهة النظر هذه. من الأسرة المصرية الخامسة تظهر إشارات «الحصون الملكية» التي عُهد بها إلى حكام المقاطعات، والتي هي بلا شك مؤسسات حدودية ؛ تم التنقيب عن حصنين صغيرين بسياج دائري من هذه الفترة في عين أصيل بواحة الداخلة ورأس بدران على الساحل الغربي لسيناء.
نظمت الدولة تطوير المساحات الهامشية الأكثر جاذبية، تلك التي تحتوي على موارد ثمينة كانت ضرورية في كثير من الأحيان لاستكمال مواقع البناء الرئيسية والأعمال الفنية في تلك الفترة. من الأسرة المصرية الثالثة لدينا آثار تُظهر أن الحملات كانت منظمة تحت إشراف كبار الشخصيات بتفويض من الملك في اتجاه مناجم النحاس والفيروز من وادي مغارة في سيناء، والتي ظلت مستغلة طوال الفترة. في المناطق الجنوبية، يتم استغلال المحاجر في مصر القديمة.
أخيرًا، تهتم القوة المركزية أيضًا بعلاقاتها خارج مساحاتها الهامشية، نحو المناطق الأخرى حيث غالبًا ما توجد كيانات سياسية متطورة ولكنها ضعيفة جدًا أو بعيدة جدًا بحيث لا تشكل تهديدًا. نقطة الاتصال الرئيسية مع مصر في الشرق الأوسط هي ميناء جبيل (في لبنان)، حيث يتم تنظيم الشحنات التجارية بانتظام ؛ لكن تم العثور على مزهريات باسم ملوك الأسرة المصرية السادسة حتى إيبلا في وسط سوريا. شهدت هذه الفترة انطلاق بعثات طموحة إلى الخارج، بتوجيه من كبار الشخصيات، أشهرها أوني. في الجنوب، انطلقت عدة رحلات استكشافية من إلفنتين إلى النوبة لشراء المواد الخام القيمة (ذهب، ديوريت، إلخ). في نهاية الفترة ظهر كيان سياسي قوي في كرمة. شهدت هذه الفترة أيضًا اتصالات مع أرض بونت البعيدة (التي لا يزال موقعها موضع نقاش)، حيث أعاد هيرخوف قزمًا الذي أبهج الملك الشاب.

### جماعة مرتبطة بممارسة السلطة: الأرستقراطية

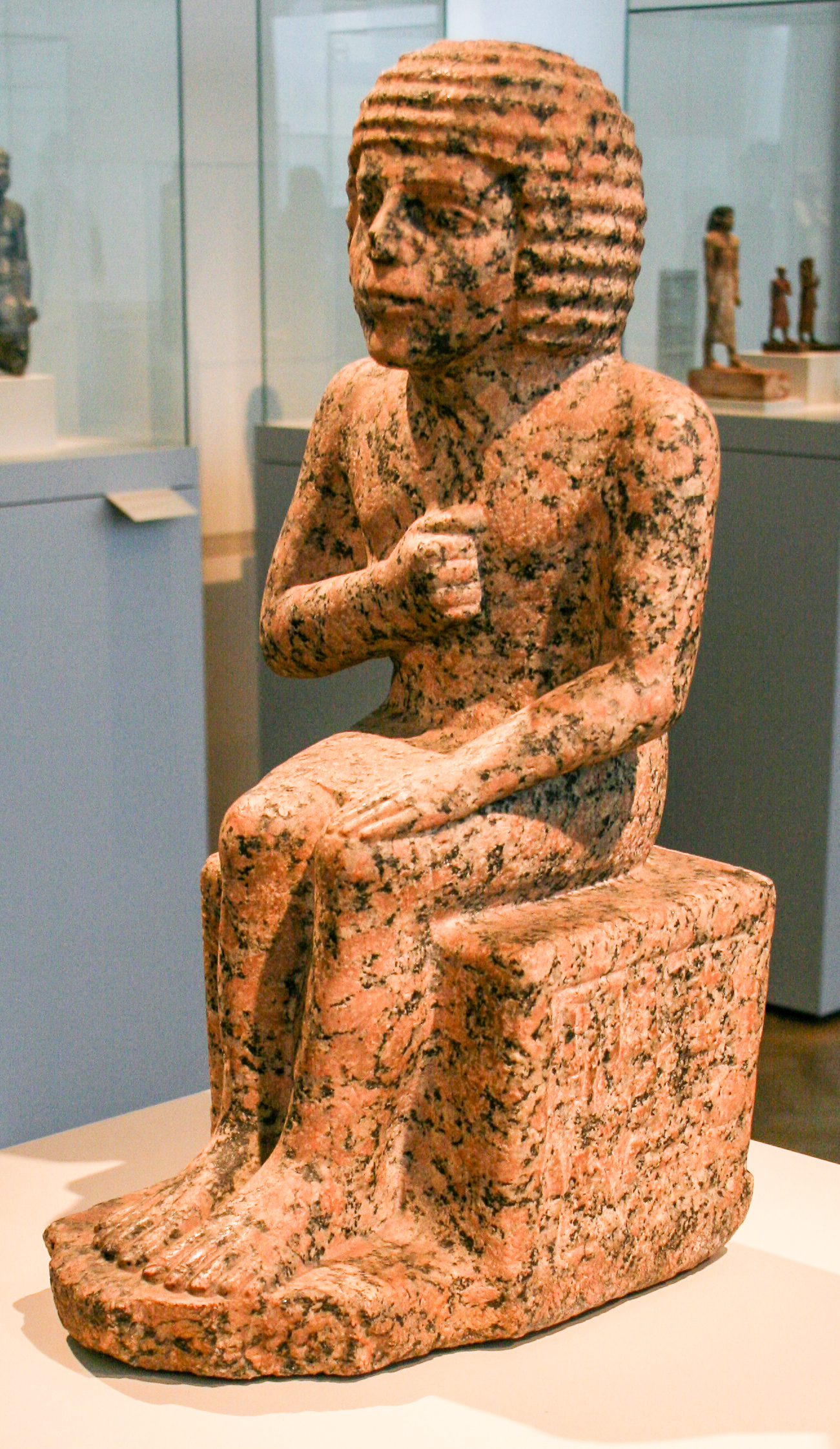
تمثال متجن، أحد كبار الشخصيات في نهاية الأسرة المصرية الثالثة وفي بداية الأسرة المصرية الرابعة، المتحف المصري في برلين

يشير وصف إدارة الدولة القديمة إلى أن أعلى المناصب كانت تشغلها الفئة الاجتماعية التي احتلت قمة المجتمع. نظرًا لأن هذا الأخير يتميز بقوة بثقل الدولة، فإن التسلسل الهرمي الإداري يتداخل مع التسلسل الهرمي الاجتماعي، حيث لم يكن من الممكن الحصول على السلطة والثروة دون الارتباط بالسلطة الملكية. تعكس السير الذاتية العديدة لكبار الشخصيات هذا: فهم مدينون بإثرائهم لأداء وظائف مهمة نيابة عن الملك، مما يؤدي إلى امتلاك أنواع مختلفة من الكرامات والامتيازات التي تسمح لهم ببناء تراث مهم، على وجه الخصوص تبرعات الأرض. منح الحق في تشييد نصبه الجنائزي، الذي منحه دخلاً بموجب ميثاق ملكي، توج مسيرة مهنية جيدة وضمن لعائلة الشخصية المرموقة تراثًا ودخلًا للأجيال القادمة  · .
حالة نموذجية للإثراء بعد حياة قضاها في خدمة الملك هي حالة متجن، عند مفترق طرق الأسرة المصرية الثالثة والأسرة المصرية الرابعة، أقدم قائمة ببليوغرافيا لشخصية مرموقة معروف. بالفعل وريثًا للمجالات بفضل والده الذي كان قاضيًا وكاتبًا، هذه الشخصية نشطة في إدارة المقاطعات، حيث تدير مختلف المجالات الزراعية للتاج والعديد من المقاطعات في صعيد مصر العليا والسفلى  · .
مع ضعف السلطة الملكية في ظل الأسرة المصرية السادسة وفي بداية الفترة الانتقالية الأولى، اعتمدت هذه الأرستقراطية على مناطقها التي كانت أكثر تركيزًا في مناطق جغرافية محددة، حيث كانت يمارس مسؤوليات في إدارة الأسماء. ينتهي الأمر بتشكيل أرستقراطية إقليمية حقيقية، مما يعزز تراجع السلطة المركزية.

## التنظيم الاقتصادي
تشير الوثائق المتعلقة بالمملكة القديمة قبل كل شيء إلى مسائل المصلحة العامة. لذلك فإن الأنشطة الاقتصادية الموثقة تتم بشكل رئيسي في المجال العام. ومع ذلك، لم يعد من الممكن اعتبار الدولة مهيمنة على جميع قطاعات الاقتصاد، مع وجود القطاع «الخاص» للاقتصاد. لكن استخدام هذه المفاهيم الحديثة ليس بالأمر السهل في السياق القديم، وغالبًا ما يحجب حقائق هذا الوقت. على أي حال، يهيمن النشاط الزراعي على الاقتصاد المصري، حيث تحتل نطاقات التاج وتلك المخصصة للطقوس الجنائزية مكانًا رئيسيًا. تخضع القوى العاملة التي تعمل في الحقول أو في مواقع البناء أو في ورش الحرف أو في المناجم والمحاجر لرقابة صارمة من قبل الجهاز البيروقراطي للدولة، دون أن يكون من الممكن اعتبارها ذليلة..

### المجالات الزراعية
.

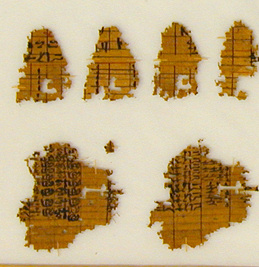
أجزاء من بردية أبو صير

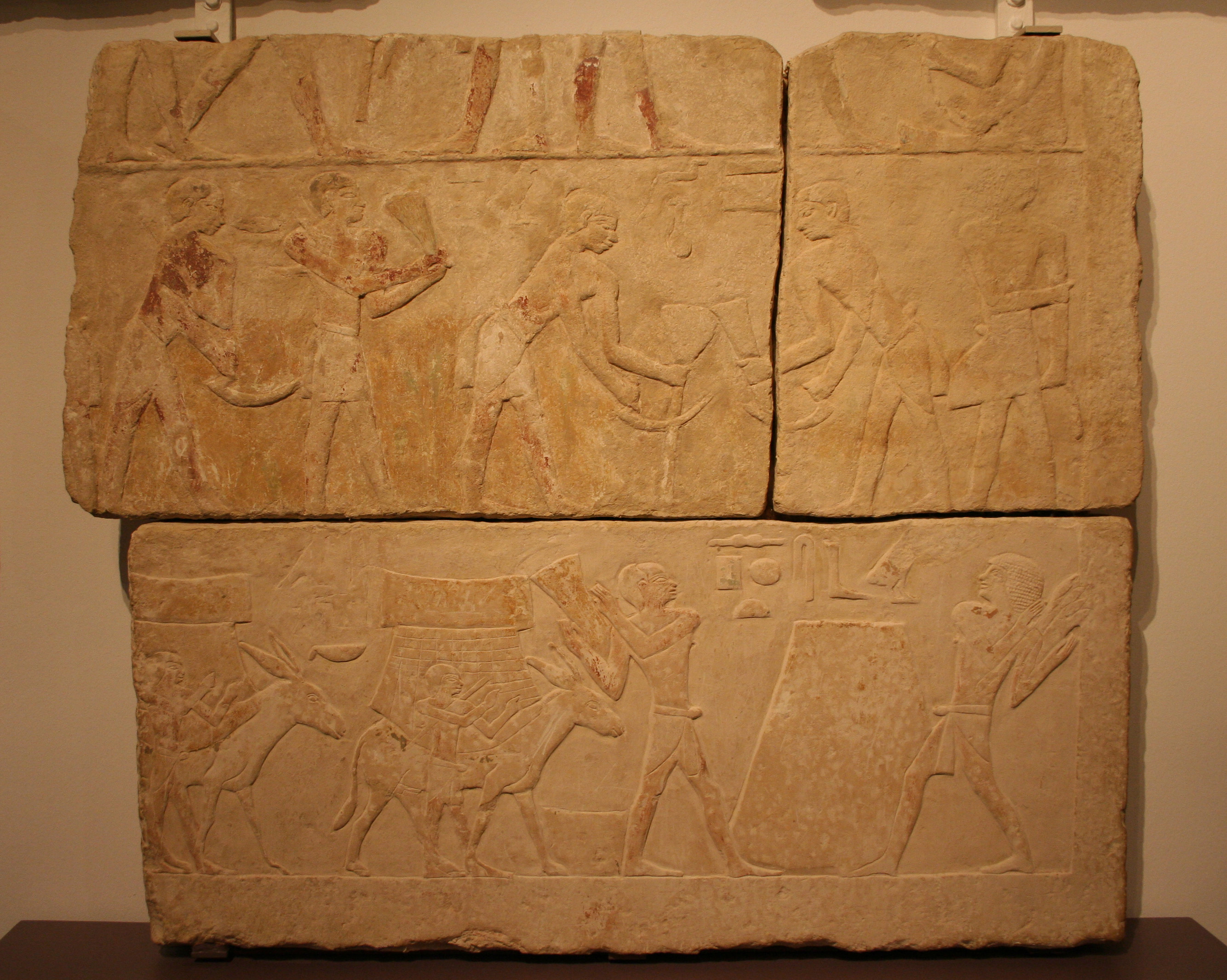
مشهد حصاد الحبوب على نقش بارز من مصطبة لوزير في الجيزة، والذي يمثل أحد مقابره، الأسرة المصرية السادسة

كان لدى الدولة شبكة من الوحدات الاقتصادية الموزعة في جميع أنحاء المملكة، وهي مراكز للعمليات الزراعية، تخدمها إدارة وتخزين البضائع. كانت هذه المناطق بمثابة أولوية لاحتياجات الدولة، وبالتالي كانت تدار من قبل إدارة المقاطعة وفي نهاية المطاف الإقامة. يبدو أن هذه العقارات قد تم تقسيمها إلى عدة وحدات تشغيل محلية، وجمعت معًا عدة قرى فلاحية. يمكن للملك أيضًا التنازل عن الدخل من مزارعه، مع الموظفين الذين يعززونها وأحيانًا الإعفاءات الضريبية. كان المستفيدون الرئيسيون من هذه التبرعات المعابد، ولا سيما المعابد الجنائزية الملكية ولكن أيضًا الخاصة، وذلك لضمان تقديم عبادة المتوفى هناك بطريقة دائمة. أعيد توزيع دخل المعابد الجنائزية للأفراد جزئيًا على أحفادهم الذين نقلوا هذا الحق لبعضهم البعض بطريقة وراثية، وبالتالي ضمان وسيلة مريحة للإثراء. كما تلقت معابد الآلهة مثل هذه التبرعات، كما يتضح من مراسيم قبطس المؤرخة بـ الأسرة المصرية السادسة، والمخصصة لمعبد الإله العظيم المحلي مين. تم الإشراف على عقارات المعابد الإقليمية من قبل حكام المقاطعات وإدارتهم، مما منحهم بمرور الوقت سلطة أكبر على المستوى المحلي. على أي حال، فإن مصادر هذه الفترة، مثل بردية أبوسير الأسرة المصرية الخامسة  · ، تشير إلى أن المعابد لا تتمتع باستقلالية في إدارة المجالات الممنوحة لها، الدولة الحفاظ على إدارتها وتكليفها بتوزيع دخلها على النحو المنصوص عليه في نصوص التبرعات الملكية. يمكن للملوك أيضًا منح الأرض لموظفي الخدمة المدنية خلال حياتهم لمساعدتهم على تمويل ممارسة وظيفتهم أو كمكافأة على خدماتهم، وهي مذكورة عادة في السير الذاتية لكبار الشخصيات. لذلك من المفهوم أن الحد الفاصل بين المجالين العام والخاص ليس واضحًا أو حتى غير ذي صلة في هذا السياق، لأن صاحب السيادة يحافظ على نوع من الملكية البارزة على جميع الأراضي. ولكن من ناحية أخرى، تميل الشخصيات البارزة إلى السعي إلى وراثة الدخل من مختلف أنواع الأراضي التي يُمنح الدخل منها لهم، ويمكنهم حتى ممارسة السيطرة على دخل المعابد الإلهية في المقاطعات. ومع ذلك، طالما أن السلطة الملكية قوية، فإن الاقتصاد الزراعي للإمبراطورية القديمة يقدم صورة شخصية تديرها الدولة  · .

### إدارة الموارد والعمل
كان إنتاج الثروة، سواء كان نابعًا من المجالات العامة أو الخاصة، خاضعًا للضرائب وإعادة التوزيع التي تنظمها الدولة. كان مكتب الخزانة هو المسؤول عن الإشراف على هذه العمليات. كان لها مكاتب ومراكز تخزين مختلفة في جميع أنحاء المملكة، وتم توفير النقل عن طريق القوارب. أجرى المسؤولون الإداريون بانتظام عمليات تعداد تهدف إلى تقييم الثروة المتوفرة في أجزاء مختلفة من المملكة، وخاصة الماشية. الضرائب تثقل كاهل البضائع العينية: الثروة الحيوانية وإنتاج الحبوب قبل كل شيء. ثم تولت الإدارة المركزية وإدارة النطاقات مسؤولية إعادة توزيع ما تم سحبه على العديد من المستفيدين. أولاً، خدمات الدولة، حيث يتقاضى الموظفون حصصًا عينية (الخبز والبيرة بشكل أساسي) والتي كانت بمثابة رواتب في اقتصاد غير نقدي. ذهب جزء كبير من البضائع الموزعة إلى الجنائز والعبادات الإلهية التي قدمت لها القرابين، وحصص الإعاشة التي كانت تكافئ الكهنة الذين يرأسون هناك. وهذا يعني وجود جهاز بيروقراطي يستخدم الكتبة الموزعين في الخدمات المركزية والمحلية، ويكتب العديد من الوثائق الإدارية التفصيلية، والتي يمكن للمرء أن يلمحها من قبل الأرشيف الإداري للمعابد الملكية أبو صير. كان لابد من إجراء عمليات تفتيش منتظمة لتجنب الأعطال، وخاصة الاحتيال  · .
إلى جانب الخصومات العينية من العقارات الزراعية، كان النوع الآخر من الموارد الأساسية لدولة المملكة القديمة هو العمل البشري، في نظام يتميز بأنه عمل روتيني بسبب الإدارة الملكية من قبل المواضيع. قمنا بتعبئة الحرفيين المتخصصين وكذلك العمال غير المتخصصين الذين تم البحث عن قوة عملهم قبل كل شيء وليس قدرات محددة. هنا مرة أخرى، كان على البيروقراطية أن تقوم بعمل محدد لضمان حسن سير العمل في مواقع الأشغال العامة التي كانت هدف هذه التعبئة: كان من الضروري تقييم الاحتياجات المادية والبشرية اللازمة في المنبع، لتوفير المواد اللازمة للإنشاءات والحصص التي سيتم توزيعها. للعمال، ثم توجيه ومراقبة التنفيذ اليومي للعمل، من المحتمل أن يكون لكل عامل أو مجموعة من العمال حصة من العمل لأداءها. بعد منظمة قائمة منذ فترة الثنيت، يتم تنظيم العمال عادة في فرق مؤهلة، الذين يتناوبون على خدمتهم على مدار شهر واحد أو أكثر. لذلك لا يمكننا أن نقول إن العمال الذين عملوا في مواقع الإمبراطورية القديمة، ولا سيما أهم من شهد بناء الأهرامات، كانوا عبيدًا ؛ لقد كانوا رعايا شاقين تم تعبئتهم موسميًا في خدمة الدولة كمواطنين. من المستحيل معرفة ظروف العمل لأن هذه العمليات الكبيرة لم يتم توثيقها جيدًا. على أي حال، من الواضح أن هذا يتطلب قدرًا كبيرًا من التحكم من جانب الجهاز الإداري: ضمان نقل الكتل الحجرية إلى المواقع، وتعبئة القوى العاملة (ربما قالب:الوحدة في قالب:Unit لـ هرم خوفو) وصيانته في الموقع  · . تم إخلاء ورش العمل (خاصة المخابز، مصانع الجعة لصنع الخبز والبيرة) والمكاتب والمتاجر وأماكن الإقامة بالقرب من أهرامات الجيزة، مما يدل على أن هذه المواقع الاستثنائية من حيث حجمها وطولها يتطلب إنشاء مساكن للعمال في الموقع  · .
من بين الأنشطة المهمة الأخرى لإدارة الثروات من قبل إدارة الدولة القديمة، يجب أن نذكر حملات فتح واستغلال المحاجر الموجودة على الهامش (في سيناء، الصحراء الليبية، في النوبة)، والذي كان يتطلب أيضًا تعبئة العديد من العمال والموارد اللازمة لصيانتهم وتنفيذ الأعمال. تم توثيق هذه الرحلات الاستكشافية من خلال النقوش الموجودة في المواقع الملغومة.

### وسائل المعاملة
لا يبدو أن هناك أي عملة في حد ذاتها. تم جمع الدخل عينيًا وتمت التبادلات إما في شكل مبادلات العمل مقابل السلع، أو في شكل مقايضة مع اللجوء إلى وحدات حسابية على أساس المعدن الثمين، مما جعل من الممكن قياس قيمة الكائنات ذات الطبيعة المختلفة. على سبيل المثال، في حكم يعود تاريخه إلى حوالي 2600 قبل الميلاد، يقرأ: 
. الذي يصرح المدعى عليه بأنه: 
.

## الأسر
- أسرة مصرية ثالثة
- أسرة مصرية رابعة
- أسرة مصرية خامسة
- أسرة مصرية سادسة